# バレーボール2009/10Vチャレンジリーグ
バレーボール 2009/10 Vチャレンジリーグ（ばれーぼーる 2009/10 ぶいちゃれんじりーぐ）は、2009年11月28日から2010年3月21日にかけて行われたVチャレンジリーグの大会である。

## 概要

### 日程
- 男子:2010年1月9日 - 2010年3月21日
- 女子:2009年11月28日 - 2010年3月21日

### 試合方法
- 男子大会 - 1回戦総当たりのレギュラーラウンドを行い、上位6チームと下位5チームによる1回戦総当たりの上位リーグと下位リーグを行う。レギュラーラウンドの成績は持ち越さず、上位リーグで優勝を争う。
- 女子大会 - 1回戦総当たりのレギュラーラウンドを行い、上位6チームと下位6チームによる1回戦総当たりの上位リーグと下位リーグを行う。レギュラーラウンドの成績は持ち越さず、上位リーグで優勝を争う。

## 男子

### 参加チーム
| 前回順位 | チーム名                       | 備考 |
| -------- | ------------------------------ | ---- |
| 2        | 富士通カワサキレッドスピリッツ |      |
| 3        | ジェイテクトSTINGS             |      |
| 4        | つくばユナイテッドSun GAIA     |      |
| 5        | 東京ヴェルディ                 |      |
| 6        | 大同特殊鋼レッドスター         |      |
| 7        | 近畿クラブスフィーダ           |      |
| 8        | 警視庁フォートファイターズ     |      |
| 9        | きんでんトリニティーブリッツ   |      |
| 10       | 阪神デルフィーノ               |      |
| 11       | トヨタ自動車サンホークス       |      |
| 12       | 東京トヨペット                 |      |

### レギュラーラウンド

#### 1月9日
| #601 | 2010年1月9日 13:00 |                                      |                                               |                        |                                                                |
| #601 | 2010年1月9日 13:00 | きんでんトリニティーブリッツ （1勝） | 3 - 2 (26-24) (25-19) (23-25) (22-25) (15-10) | 東京ヴェルディ （1敗） | 近畿大学記念会館 観客数: 200人 主審: 佐々木伸子 副審: 新道哲郎 |
| #601 | 2010年1月9日 13:00 |                                      |                                               |                        | 近畿大学記念会館 観客数: 200人 主審: 佐々木伸子 副審: 新道哲郎 |

| #602 | 2010年1月9日 15:45 |                                    |                                       |                              |                                                              |
| #602 | 2010年1月9日 15:45 | 警視庁フォートファイターズ （1敗） | 1 - 3 (25-16) (22-25) (25-27) (22-25) | 近畿クラブスフィーダ （1勝） | 近畿大学記念会館 観客数: 200人 主審: 山本晋五 副審: 吉岡奈々 |
| #602 | 2010年1月9日 15:45 |                                    |                                       |                              | 近畿大学記念会館 観客数: 200人 主審: 山本晋五 副審: 吉岡奈々 |

| #603 | 2010年1月9日 11:00 |                                        |                               |                                  |                                                                                            |
| #603 | 2010年1月9日 11:00 | 富士通カワサキレッドスピリッツ （1勝） | 3 - 0 (25-13) (25-16) (25-17) | トヨタ自動車サンホークス （1敗） | 刈谷市総合運動公園体育館（ウィングアリーナ刈谷） 観客数: 280人 主審: 西中野健 副審: 大下孝 |
| #603 | 2010年1月9日 11:00 |                                        |                               |                                  | 刈谷市総合運動公園体育館（ウィングアリーナ刈谷） 観客数: 280人 主審: 西中野健 副審: 大下孝 |

| #604 | 2010年1月9日 13:00 |                        |                       |                            |                                                                                              |
| #604 | 2010年1月9日 13:00 | 東京トヨペット （1敗） | 0 - 3 (12-25) (13-25) | ジェイテクトSTINGS （1勝） | 刈谷市総合運動公園体育館（ウィングアリーナ刈谷） 観客数: 510人 主審: 田代英明 副審: 戸川太輔 |
| #604 | 2010年1月9日 13:00 |                        |                       |                            | 刈谷市総合運動公園体育館（ウィングアリーナ刈谷） 観客数: 510人 主審: 田代英明 副審: 戸川太輔 |

| #605 | 2010年1月9日 15:00 |                                |                               |                                    |                                                                                            |
| #605 | 2010年1月9日 15:00 | 大同特殊鋼レッドスター （1敗） | 0 - 3 (20-25) (18-25) (15-25) | つくばユナイテッドSun GAIA （1勝） | 刈谷市総合運動公園体育館（ウィングアリーナ刈谷） 観客数: 290人 主審: 高野淳志 副審: 岡谷仁 |
| #605 | 2010年1月9日 15:00 |                                |                               |                                    | 刈谷市総合運動公園体育館（ウィングアリーナ刈谷） 観客数: 290人 主審: 高野淳志 副審: 岡谷仁 |

#### 1月10日
| #606 | 2010年1月10日 12:00 |                                      |                                               |                                 |                                                            |
| #606 | 2010年1月10日 12:00 | きんでんトリニティーブリッツ （2勝） | 3 - 2 (19-25) (25-19) (25-22) (21-25) (15-13) | 近畿クラブスフィーダ （1勝1敗） | 近畿大学記念会館 観客数: 350人 主審: 建井敬 副審: 米澤領太 |
| #606 | 2010年1月10日 12:00 |                                      |                                               |                                 | 近畿大学記念会館 観客数: 350人 主審: 建井敬 副審: 米澤領太 |

| #607 | 2010年1月10日 14:40 |                          |                                       |                                       |                                                              |
| #607 | 2010年1月10日 14:40 | 阪神デルフィーノ （1敗） | 1 - 3 (19-25) (25-19) (20-25) (22-25) | 警視庁フォートファイターズ （1勝1敗） | 近畿大学記念会館 観客数: 270人 主審: 山本晋五 副審: 佐伯昌昭 |
| #607 | 2010年1月10日 14:40 |                          |                                       |                                       | 近畿大学記念会館 観客数: 270人 主審: 山本晋五 副審: 佐伯昌昭 |

| #608 | 2010年1月10日 11:00 |                           |                                               |                                  |                                                                                              |
| #608 | 2010年1月10日 11:00 | 東京トヨペット （1勝1敗） | 3 - 2 (19-25) (23-25) (25-20) (30-28) (15-12) | トヨタ自動車サンホークス （2敗） | 刈谷市総合運動公園体育館（ウィングアリーナ刈谷） 観客数: 255人 主審: 高野淳志 副審: 戸川太輔 |
| #608 | 2010年1月10日 11:00 |                           |                                               |                                  | 刈谷市総合運動公園体育館（ウィングアリーナ刈谷） 観客数: 255人 主審: 高野淳志 副審: 戸川太輔 |

| #609 | 2010年1月10日 13:30 |                                        |                                       |                                |                                                                                            |
| #609 | 2010年1月10日 13:30 | 富士通カワサキレッドスピリッツ （2勝） | 3 - 1 (25-21) (25-22) (24-26) (25-18) | 大同特殊鋼レッドスター （2敗） | 刈谷市総合運動公園体育館（ウィングアリーナ刈谷） 観客数: 380人 主審: 西中野健 副審: 岡谷仁 |
| #609 | 2010年1月10日 13:30 |                                        |                                       |                                | 刈谷市総合運動公園体育館（ウィングアリーナ刈谷） 観客数: 380人 主審: 西中野健 副審: 岡谷仁 |

| #610 | 2010年1月10日 15:53 |                                       |                               |                            |                                                                                            |
| #610 | 2010年1月10日 15:53 | つくばユナイテッドSun GAIA （1勝1敗） | 0 - 3 (14-25) (21-25) (20-25) | ジェイテクトSTINGS （2勝） | 刈谷市総合運動公園体育館（ウィングアリーナ刈谷） 観客数: 650人 主審: 田代英明 副審: 大下孝 |
| #610 | 2010年1月10日 15:53 |                                       |                               |                            | 刈谷市総合運動公園体育館（ウィングアリーナ刈谷） 観客数: 650人 主審: 田代英明 副審: 大下孝 |

#### 1月16日
| #611 | 2010年1月16日 13:00 |                                  |                               |                                       |                                                            |
| #611 | 2010年1月16日 13:00 | トヨタ自動車サンホークス （3敗） | 0 - 3 (11-25) (10-25) (13-25) | つくばユナイテッドSun GAIA （2勝1敗） | 立川市泉体育館 観客数: 300人 主審: 田中利昭 副審: 中西幸治 |
| #611 | 2010年1月16日 13:00 |                                  |                               |                                       | 立川市泉体育館 観客数: 300人 主審: 田中利昭 副審: 中西幸治 |

| #612 | 2010年1月16日 15:00 |                        |                                       |                                       |                                                            |
| #612 | 2010年1月16日 15:00 | 東京ヴェルディ （2敗） | 1 - 3 (18-25) (21-25) (25-20) (18-25) | 警視庁フォートファイターズ （2勝1敗） | 立川市泉体育館 観客数: 320人 主審: 野村考一 副審: 服部篤史 |
| #612 | 2010年1月16日 15:00 |                        |                                       |                                       | 立川市泉体育館 観客数: 320人 主審: 野村考一 副審: 服部篤史 |

#### 1月17日
| #613 | 2010年1月17日 12:00 |                        |                                       |                                       |                                                            |
| #613 | 2010年1月17日 12:00 | 東京ヴェルディ （3敗） | 1 - 3 (21-25) (25-16) (24-26) (15-25) | つくばユナイテッドSun GAIA （3勝1敗） | 立川市泉体育館 観客数: 660人 主審: 土佐和樹 副審: 高田恒樹 |
| #613 | 2010年1月17日 12:00 |                        |                                       |                                       | 立川市泉体育館 観客数: 660人 主審: 土佐和樹 副審: 高田恒樹 |

| #614 | 2010年1月17日 14:20 |                            |                       |                                       |                                                          |
| #614 | 2010年1月17日 14:20 | ジェイテクトSTINGS （3勝） | 3 - 0 (25-21) (25-14) | 警視庁フォートファイターズ （2勝2敗） | 立川市泉体育館 観客数: 400人 主審: 澤達大 副審: 饗庭和恵 |
| #614 | 2010年1月17日 14:20 |                            |                       |                                       | 立川市泉体育館 観客数: 400人 主審: 澤達大 副審: 饗庭和恵 |

#### 1月23日
| #615 | 2010年1月23日 11:00 |                                           |                                               |                           |                                                                        |
| #615 | 2010年1月23日 11:00 | 富士通カワサキレッドスピリッツ （2勝1敗） | 2 - 3 (22-25) (25-18) (25-19) (21-25) (15-17) | 東京ヴェルディ （1勝3敗） | つくば市桜総合運動公園体育館 観客数: 140人 主審: 浅井唯由 副審: 松代寛 |
| #615 | 2010年1月23日 11:00 |                                           |                                               |                           | つくば市桜総合運動公園体育館 観客数: 140人 主審: 浅井唯由 副審: 松代寛 |

| #616 | 2010年1月23日 13:45 |                           |                                       |                                 |                                                                          |
| #616 | 2010年1月23日 13:45 | 東京トヨペット （1勝2敗） | 1 - 3 (25-16) (21-25) (19-25) (21-25) | 近畿クラブスフィーダ （2勝1敗） | つくば市桜総合運動公園体育館 観客数: 290人 主審: 柘植知則 副審: 松延亮一 |
| #616 | 2010年1月23日 13:45 |                           |                                       |                                 | つくば市桜総合運動公園体育館 観客数: 290人 主審: 柘植知則 副審: 松延亮一 |

| #617 | 2010年1月23日 16:00 |                          |                       |                                       |                                                                          |
| #617 | 2010年1月23日 16:00 | 阪神デルフィーノ （2敗） | 0 - 3 (21-25) (18-25) | つくばユナイテッドSun GAIA （4勝1敗） | つくば市桜総合運動公園体育館 観客数: 466人 主審: 田代英明 副審: 高橋直也 |
| #617 | 2010年1月23日 16:00 |                          |                       |                                       | つくば市桜総合運動公園体育館 観客数: 466人 主審: 田代英明 副審: 高橋直也 |

| #618 | 2010年1月23日 13:00 |                                  |                                       |                                      |                                                            |
| #618 | 2010年1月23日 13:00 | トヨタ自動車サンホークス （4敗） | 1 - 3 (20-25) (21-25) (25-22) (20-25) | きんでんトリニティーブリッツ （3勝） | 大同特殊鋼体育館 観客数: 165人 主審: 野村考一 副審: 大下孝 |
| #618 | 2010年1月23日 13:00 |                                  |                                       |                                      | 大同特殊鋼体育館 観客数: 165人 主審: 野村考一 副審: 大下孝 |

| #619 | 2010年1月23日 15:30 |                                       |                               |                                   |                                                                |
| #619 | 2010年1月23日 15:30 | 警視庁フォートファイターズ （2勝3敗） | 0 - 3 (25-27) (14-25) (25-27) | 大同特殊鋼レッドスター （1勝2敗） | 大同特殊鋼体育館 観客数: 290人 主審: 千代延靖夫 副審: 戸川太輔 |
| #619 | 2010年1月23日 15:30 |                                       |                               |                                   | 大同特殊鋼体育館 観客数: 290人 主審: 千代延靖夫 副審: 戸川太輔 |

#### 1月24日
| #620 | 2010年1月24日 10:00 |                           |                               |                           |                                                                          |
| #620 | 2010年1月24日 10:00 | 東京トヨペット （1勝3敗） | 0 - 3 (21-25) (15-25) (17-25) | 東京ヴェルディ （2勝3敗） | つくば市桜総合運動公園体育館 観客数: 158人 主審: 田代英明 副審: 高橋直也 |
| #620 | 2010年1月24日 10:00 |                           |                               |                           | つくば市桜総合運動公園体育館 観客数: 158人 主審: 田代英明 副審: 高橋直也 |

| #621 | 2010年1月24日 12:00 |                          |                               |                                           |                                                                          |
| #621 | 2010年1月24日 12:00 | 阪神デルフィーノ （3敗） | 0 - 3 (17-25) (19-25) (29-31) | 富士通カワサキレッドスピリッツ （3勝1敗） | つくば市桜総合運動公園体育館 観客数: 106人 主審: 柘植知則 副審: 松延亮一 |
| #621 | 2010年1月24日 12:00 |                          |                               |                                           | つくば市桜総合運動公園体育館 観客数: 106人 主審: 柘植知則 副審: 松延亮一 |

| #622 | 2010年1月24日 14:07 |                                 |                               |                                       |                                                                        |
| #622 | 2010年1月24日 14:07 | 近畿クラブスフィーダ （2勝2敗） | 0 - 3 (19-25) (21-25) (23-25) | つくばユナイテッドSun GAIA （5勝1敗） | つくば市桜総合運動公園体育館 観客数: 171人 主審: 浅井唯由 副審: 松代寛 |
| #622 | 2010年1月24日 14:07 |                                 |                               |                                       | つくば市桜総合運動公園体育館 観客数: 171人 主審: 浅井唯由 副審: 松代寛 |

| #623 | 2010年1月24日 12:00 |                                   |                               |                                         |                                                            |
| #623 | 2010年1月24日 12:00 | 大同特殊鋼レッドスター （2勝2敗） | 3 - 0 (25-16) (25-19) (25-16) | きんでんトリニティーブリッツ （3勝1敗） | 大同特殊鋼体育館 観客数: 190人 主審: 野村考一 副審: 大下孝 |
| #623 | 2010年1月24日 12:00 |                                   |                               |                                         | 大同特殊鋼体育館 観客数: 190人 主審: 野村考一 副審: 大下孝 |

| #624 | 2010年1月24日 14:00 |                                       |                               |                                  |                                                                |
| #624 | 2010年1月24日 14:00 | 警視庁フォートファイターズ （3勝3敗） | 3 - 0 (25-22) (25-20) (25-19) | トヨタ自動車サンホークス （5敗） | 大同特殊鋼体育館 観客数: 115人 主審: 千代延靖夫 副審: 戸川太輔 |
| #624 | 2010年1月24日 14:00 |                                       |                               |                                  | 大同特殊鋼体育館 観客数: 115人 主審: 千代延靖夫 副審: 戸川太輔 |

#### 1月30日
| #625 | 2010年1月30日 11:00 |                                   |                               |                           |                                                      |
| #625 | 2010年1月30日 11:00 | 大同特殊鋼レッドスター （3勝2敗） | 3 - 0 (25-16) (25-22) (25-13) | 東京トヨペット （1勝4敗） | 横手体育館 観客数: 250人 主審: 佐々木功 副審: 米川覚 |
| #625 | 2010年1月30日 11:00 |                                   |                               |                           | 横手体育館 観客数: 250人 主審: 佐々木功 副審: 米川覚 |

| #626 | 2010年1月30日 13:00 |                                           |                               |                            |                                                          |
| #626 | 2010年1月30日 13:00 | 富士通カワサキレッドスピリッツ （3勝2敗） | 0 - 3 (16-25) (18-25) (17-25) | ジェイテクトSTINGS （4勝） | 横手体育館 観客数: 250人 主審: 阿部広太郎 副審: 高橋将樹 |
| #626 | 2010年1月30日 13:00 |                                           |                               |                            | 横手体育館 観客数: 250人 主審: 阿部広太郎 副審: 高橋将樹 |

| #627 | 2010年1月30日 15:00 |                             |                                               |                                         |                                                        |
| #627 | 2010年1月30日 15:00 | 阪神デルフィーノ （1勝3敗） | 3 - 2 (25-23) (21-25) (17-25) (28-26) (15-11) | きんでんトリニティーブリッツ （3勝2敗） | 横手体育館 観客数: 200人 主審: 船木洋行 副審: 杉村友雄 |
| #627 | 2010年1月30日 15:00 |                             |                                               |                                         | 横手体育館 観客数: 200人 主審: 船木洋行 副審: 杉村友雄 |

#### 1月31日
| #628 | 2010年1月31日 10:00 |                           |                                               |                             |                                                          |
| #628 | 2010年1月31日 10:00 | 東京トヨペット （1勝5敗） | 2 - 3 (23-25) (25-23) (21-25) (25-18) (12-15) | 阪神デルフィーノ （2勝3敗） | 横手体育館 観客数: 350人 主審: 阿部広太郎 副審: 高橋将樹 |
| #628 | 2010年1月31日 10:00 |                           |                                               |                             | 横手体育館 観客数: 350人 主審: 阿部広太郎 副審: 高橋将樹 |

| #629 | 2010年1月31日 12:40 |                                           |                               |                                 |                                                        |
| #629 | 2010年1月31日 12:40 | 富士通カワサキレッドスピリッツ （4勝2敗） | 3 - 0 (25-12) (25-21) (25-18) | 近畿クラブスフィーダ （2勝3敗） | 横手体育館 観客数: 360人 主審: 佐々木功 副審: 三浦敏弘 |
| #629 | 2010年1月31日 12:40 |                                           |                               |                                 | 横手体育館 観客数: 360人 主審: 佐々木功 副審: 三浦敏弘 |

| #630 | 2010年1月31日 14:25 |                                         |                       |                            |                                                        |
| #630 | 2010年1月31日 14:25 | きんでんトリニティーブリッツ （3勝3敗） | 0 - 3 (26-28) (15-25) | ジェイテクトSTINGS （5勝） | 横手体育館 観客数: 330人 主審: 船木洋行 副審: 杉村友雄 |
| #630 | 2010年1月31日 14:25 |                                         |                       |                            | 横手体育館 観客数: 330人 主審: 船木洋行 副審: 杉村友雄 |

#### 2月6日
| #631 | 2010年2月6日 13:00 |                                       |                               |                           |                                                                                    |
| #631 | 2010年2月6日 13:00 | つくばユナイテッドSun GAIA （6勝1敗） | 3 - 0 (25-19) (25-14) (25-12) | 東京トヨペット （1勝6敗） | 清水中学校体育館（旧清水町総合体育館） 観客数: 250人 主審: 有乗正志 副審: 前川法央 |
| #631 | 2010年2月6日 13:00 |                                       |                               |                           | 清水中学校体育館（旧清水町総合体育館） 観客数: 250人 主審: 有乗正志 副審: 前川法央 |

| #632 | 2010年2月6日 15:03 |                                       |                                       |                                         |                                                                                    |
| #632 | 2010年2月6日 15:03 | 警視庁フォートファイターズ （3勝4敗） | 1 - 3 (29-27) (24-26) (20-25) (18-25) | きんでんトリニティーブリッツ （4勝3敗） | 清水中学校体育館（旧清水町総合体育館） 観客数: 280人 主審: 高野淳志 副審: 廣部嘉寛 |
| #632 | 2010年2月6日 15:03 |                                       |                                       |                                         | 清水中学校体育館（旧清水町総合体育館） 観客数: 280人 主審: 高野淳志 副審: 廣部嘉寛 |

| #633 | 2010年2月6日 11:00 |                                 |                               |                                  |                                                                      |
| #633 | 2010年2月6日 11:00 | 近畿クラブスフィーダ （3勝3敗） | 3 - 0 (29-27) (25-20) (25-16) | トヨタ自動車サンホークス （6敗） | 尼崎市記念公園総合体育館 観客数: 400人 主審: 長堂篤史 副審: 松上麻美 |
| #633 | 2010年2月6日 11:00 |                                 |                               |                                  | 尼崎市記念公園総合体育館 観客数: 400人 主審: 長堂篤史 副審: 松上麻美 |

| #634 | 2010年2月6日 13:00 |                             |                               |                                   |                                                                        |
| #634 | 2010年2月6日 13:00 | 阪神デルフィーノ （2勝4敗） | 0 - 3 (16-25) (14-25) (24-26) | 大同特殊鋼レッドスター （4勝2敗） | 尼崎市記念公園総合体育館 観客数: 600人 主審: 千代延靖夫 副審: 森岡伸次 |
| #634 | 2010年2月6日 13:00 |                             |                               |                                   | 尼崎市記念公園総合体育館 観客数: 600人 主審: 千代延靖夫 副審: 森岡伸次 |

| #635 | 2010年2月6日 15:00 |                           |                                       |                            |                                                                      |
| #635 | 2010年2月6日 15:00 | 東京ヴェルディ （2勝4敗） | 1 - 3 (19-25) (16-25) (25-22) (16-25) | ジェイテクトSTINGS （6勝） | 尼崎市記念公園総合体育館 観客数: 260人 主審: 西中野健 副審: 平井美佐 |
| #635 | 2010年2月6日 15:00 |                           |                                       |                            | 尼崎市記念公園総合体育館 観客数: 260人 主審: 西中野健 副審: 平井美佐 |

#### 2月7日
| #636 | 2010年2月7日 12:00 |                                           |                               |                                       |                                                                                    |
| #636 | 2010年2月7日 12:00 | 富士通カワサキレッドスピリッツ （4勝3敗） | 0 - 3 (24-26) (22-25) (21-25) | つくばユナイテッドSun GAIA （7勝1敗） | 清水中学校体育館（旧清水町総合体育館） 観客数: 270人 主審: 高野淳志 副審: 廣部嘉寛 |
| #636 | 2010年2月7日 12:00 |                                           |                               |                                       | 清水中学校体育館（旧清水町総合体育館） 観客数: 270人 主審: 高野淳志 副審: 廣部嘉寛 |

| #637 | 2010年2月7日 14:10 |                                       |                               |                           |                                                                                    |
| #637 | 2010年2月7日 14:10 | 警視庁フォートファイターズ （4勝4敗） | 3 - 0 (25-20) (25-16) (25-22) | 東京トヨペット （1勝7敗） | 清水中学校体育館（旧清水町総合体育館） 観客数: 270人 主審: 有乗正志 副審: 前川法央 |
| #637 | 2010年2月7日 14:10 |                                       |                               |                           | 清水中学校体育館（旧清水町総合体育館） 観客数: 270人 主審: 有乗正志 副審: 前川法央 |

| #638 | 2010年2月7日 11:00 |                             |                                               |                                 |                                                                        |
| #638 | 2010年2月7日 11:00 | 阪神デルフィーノ （2勝5敗） | 2 - 3 (25-14) (20-25) (25-23) (13-25) (13-15) | 近畿クラブスフィーダ （4勝3敗） | 尼崎市記念公園総合体育館 観客数: 550人 主審: 千代延靖夫 副審: 沼田浩二 |
| #638 | 2010年2月7日 11:00 |                             |                                               |                                 | 尼崎市記念公園総合体育館 観客数: 550人 主審: 千代延靖夫 副審: 沼田浩二 |

| #639 | 2010年2月7日 13:30 |                           |                       |                                   |                                                                      |
| #639 | 2010年2月7日 13:30 | 東京ヴェルディ （3勝4敗） | 3 - 0 (25-23) (25-20) | 大同特殊鋼レッドスター （4勝3敗） | 尼崎市記念公園総合体育館 観客数: 500人 主審: 森岡伸次 副審: 楳谷昌彦 |
| #639 | 2010年2月7日 13:30 |                           |                       |                                   | 尼崎市記念公園総合体育館 観客数: 500人 主審: 森岡伸次 副審: 楳谷昌彦 |

| #640 | 2010年2月7日 15:20 |                                  |                               |                            |                                                                      |
| #640 | 2010年2月7日 15:20 | トヨタ自動車サンホークス （7敗） | 0 - 3 (14-25) (20-25) (16-25) | ジェイテクトSTINGS （7勝） | 尼崎市記念公園総合体育館 観客数: 450人 主審: 西中野健 副審: 赤井倫大 |
| #640 | 2010年2月7日 15:20 |                                  |                               |                            | 尼崎市記念公園総合体育館 観客数: 450人 主審: 西中野健 副審: 赤井倫大 |

#### 2月13日
| #641 | 2010年2月13日 13:00 |                                         |                               |                                           |                                                          |
| #641 | 2010年2月13日 13:00 | きんでんトリニティーブリッツ （4勝4敗） | 0 - 3 (20-25) (19-25) (13-25) | 富士通カワサキレッドスピリッツ （5勝3敗） | 川崎市体育館 観客数: 510人 主審: 浅井唯由 副審: 新田浩幸 |
| #641 | 2010年2月13日 13:00 |                                         |                               |                                           | 川崎市体育館 観客数: 510人 主審: 浅井唯由 副審: 新田浩幸 |

| #642 | 2010年2月13日 15:00 |                                       |                                               |                                       |                                                        |
| #642 | 2010年2月13日 15:00 | つくばユナイテッドSun GAIA （8勝1敗） | 3 - 2 (25-17) (21-25) (22-25) (25-20) (15-12) | 警視庁フォートファイターズ （4勝5敗） | 川崎市体育館 観客数: 360人 主審: 澤達大 副審: 小川浩二 |
| #642 | 2010年2月13日 15:00 |                                       |                                               |                                       | 川崎市体育館 観客数: 360人 主審: 澤達大 副審: 小川浩二 |

| #643 | 2010年2月13日 11:00 |                           |                               |                                  |                                                              |
| #643 | 2010年2月13日 11:00 | 東京ヴェルディ （4勝4敗） | 3 - 0 (25-20) (25-15) (27-25) | トヨタ自動車サンホークス （8敗） | ジェイテクト体育館 観客数: 150人 主審: 西中野健 副審: 大下孝 |
| #643 | 2010年2月13日 11:00 |                           |                               |                                  | ジェイテクト体育館 観客数: 150人 主審: 西中野健 副審: 大下孝 |

| #644 | 2010年2月13日 13:00 |                                 |                       |                                   |                                                                |
| #644 | 2010年2月13日 13:00 | 近畿クラブスフィーダ （4勝4敗） | 0 - 3 (20-25) (19-25) | 大同特殊鋼レッドスター （5勝3敗） | ジェイテクト体育館 観客数: 205人 主審: 高橋弘二 副審: 戸川太輔 |
| #644 | 2010年2月13日 13:00 |                                 |                       |                                   | ジェイテクト体育館 観客数: 205人 主審: 高橋弘二 副審: 戸川太輔 |

| #645 | 2010年2月13日 15:00 |                             |                               |                            |                                                                |
| #645 | 2010年2月13日 15:00 | 阪神デルフィーノ （2勝6敗） | 0 - 3 (19-25) (21-25) (15-25) | ジェイテクトSTINGS （8勝） | ジェイテクト体育館 観客数: 435人 主審: 千代延靖夫 副審: 岡谷仁 |
| #645 | 2010年2月13日 15:00 |                             |                               |                            | ジェイテクト体育館 観客数: 435人 主審: 千代延靖夫 副審: 岡谷仁 |

#### 2月14日
| #646 | 2010年2月14日 12:00 |                           |                               |                                         |                                                            |
| #646 | 2010年2月14日 12:00 | 東京トヨペット （1勝8敗） | 0 - 3 (22-25) (20-25) (17-25) | きんでんトリニティーブリッツ （5勝4敗） | 川崎市体育館 観客数: 360人 主審: 新田浩幸 副審: 小笠原孝文 |
| #646 | 2010年2月14日 12:00 |                           |                               |                                         | 川崎市体育館 観客数: 360人 主審: 新田浩幸 副審: 小笠原孝文 |

| #647 | 2010年2月14日 14:00 |                                           |                               |                                       |                                                          |
| #647 | 2010年2月14日 14:00 | 富士通カワサキレッドスピリッツ （6勝3敗） | 3 - 0 (25-19) (27-25) (25-13) | 警視庁フォートファイターズ （4勝6敗） | 川崎市体育館 観客数: 410人 主審: 浅井唯由 副審: 小川浩二 |
| #647 | 2010年2月14日 14:00 |                                           |                               |                                       | 川崎市体育館 観客数: 410人 主審: 浅井唯由 副審: 小川浩二 |

| #648 | 2010年2月14日 11:00 |                             |                                               |                                     |                                                                |
| #648 | 2010年2月14日 11:00 | 阪神デルフィーノ （2勝7敗） | 2 - 3 (18-25) (25-19) (24-26) (25-16) (14-16) | トヨタ自動車サンホークス （1勝8敗） | ジェイテクト体育館 観客数: 205人 主審: 高橋弘二 副審: 山本和志 |
| #648 | 2010年2月14日 11:00 |                             |                                               |                                     | ジェイテクト体育館 観客数: 205人 主審: 高橋弘二 副審: 山本和志 |

| #649 | 2010年2月14日 13:46 |                                 |                               |                           |                                                              |
| #649 | 2010年2月14日 13:46 | 近畿クラブスフィーダ （4勝5敗） | 0 - 3 (20-25) (21-25) (20-25) | 東京ヴェルディ （5勝4敗） | ジェイテクト体育館 観客数: 270人 主審: 戸川太輔 副審: 岡谷仁 |
| #649 | 2010年2月14日 13:46 |                                 |                               |                           | ジェイテクト体育館 観客数: 270人 主審: 戸川太輔 副審: 岡谷仁 |

| #650 | 2010年2月14日 15:45 |                                   |                               |                            |                                                              |
| #650 | 2010年2月14日 15:45 | 大同特殊鋼レッドスター （5勝4敗） | 0 - 3 (14-25) (18-25) (16-25) | ジェイテクトSTINGS （9勝） | ジェイテクト体育館 観客数: 485人 主審: 大下孝 副審: 首藤隆宏 |
| #650 | 2010年2月14日 15:45 |                                   |                               |                            | ジェイテクト体育館 観客数: 485人 主審: 大下孝 副審: 首藤隆宏 |

#### 2月20日
| #651 | 2010年2月20日 11:00 |                           |                                       |                             |                                                            |
| #651 | 2010年2月20日 11:00 | 東京ヴェルディ （6勝4敗） | 3 - 1 (25-21) (25-16) (29-31) (25-18) | 阪神デルフィーノ （2勝8敗） | 高森町民体育館 観客数: 540人 主審: 高野淳志 副審: 木下智宏 |
| #651 | 2010年2月20日 11:00 |                           |                                       |                             | 高森町民体育館 観客数: 540人 主審: 高野淳志 副審: 木下智宏 |

| #652 | 2010年2月20日 13:30 |                                   |                               |                                     |                                                            |
| #652 | 2010年2月20日 13:30 | 大同特殊鋼レッドスター （6勝4敗） | 3 - 0 (25-20) (25-14) (25-21) | トヨタ自動車サンホークス （1勝9敗） | 高森町民体育館 観客数: 470人 主審: 山条康弘 副審: 鏡味照明 |
| #652 | 2010年2月20日 13:30 |                                   |                               |                                     | 高森町民体育館 観客数: 470人 主審: 山条康弘 副審: 鏡味照明 |

| #653 | 2010年2月20日 15:10 |                                 |                               |                             |                                                            |
| #653 | 2010年2月20日 15:10 | 近畿クラブスフィーダ （4勝6敗） | 0 - 3 (13-25) (17-25) (22-25) | ジェイテクトSTINGS （10勝） | 高森町民体育館 観客数: 510人 主審: 中島俊昌 副審: 木下智宏 |
| #653 | 2010年2月20日 15:10 |                                 |                               |                             | 高森町民体育館 観客数: 510人 主審: 中島俊昌 副審: 木下智宏 |

#### 2月21日
| #654 | 2010年2月21日 12:00 |                           |                       |                                           |                                                            |
| #654 | 2010年2月21日 12:00 | 東京トヨペット （1勝9敗） | 0 - 3 (24-26) (22-25) | 富士通カワサキレッドスピリッツ （7勝3敗） | 高森町民体育館 観客数: 610人 主審: 高野淳志 副審: 木下智宏 |
| #654 | 2010年2月21日 12:00 |                           |                       |                                           | 高森町民体育館 観客数: 610人 主審: 高野淳志 副審: 木下智宏 |

| #655 | 2010年2月21日 14:00 |                                       |                               |                                         |                                                            |
| #655 | 2010年2月21日 14:00 | つくばユナイテッドSun GAIA （9勝1敗） | 3 - 0 (25-22) (25-21) (28-26) | きんでんトリニティーブリッツ （5勝5敗） | 高森町民体育館 観客数: 720人 主審: 中島俊昌 副審: 山条康弘 |
| #655 | 2010年2月21日 14:00 |                                       |                               |                                         | 高森町民体育館 観客数: 720人 主審: 中島俊昌 副審: 山条康弘 |

#### レギュラーラウンドの結果
| 順位 | チーム名                       | 試合数 | 勝数 | 敗数 | 勝率  | セット率 | 備考         |
| ---- | ------------------------------ | ------ | ---- | ---- | ----- | -------- | ------------ |
| 1    | ジェイテクトSTINGS             | 10     | 10   | 0    | 1.000 |          | 上位リーグへ |
| 2    | つくばユナイテッドSun GAIA     | 10     | 9    | 1    | 0.900 |          | 上位リーグへ |
| 3    | 富士通カワサキレッドスピリッツ | 10     | 7    | 3    | 0.700 |          | 上位リーグへ |
| 4    | 大同特殊鋼レッドスター         | 10     | 6    | 4    | 0.600 | 1.583    | 上位リーグへ |
| 5    | 東京ヴェルディ                 | 10     | 6    | 4    | 0.636 | 1.333    | 上位リーグへ |
| 6    | きんでんトリニティーブリッツ   | 10     | 5    | 5    | 0.500 |          | 上位リーグへ |
| 7    | 警視庁フォートファイターズ     | 10     | 4    | 6    | 0.400 | 0.556    | 下位リーグへ |
| 8    | 近畿クラブスフィーダ           | 10     | 4    | 6    | 0.400 | 0.636    | 下位リーグへ |
| 9    | 阪神デルフィーノ               | 10     | 2    | 8    | 0.200 |          | 下位リーグへ |
| 10   | 東京トヨペット                 | 10     | 1    | 9    | 0.100 | 0.207    | 下位リーグへ |
| 11   | トヨタ自動車サンホークス       | 10     | 1    | 9    | 0.100 | 0.207    | 下位リーグへ |

### 上位リーグ

#### 2月27日
| #661 | 2010年2月27日 11:05 |                                |                               |                        |                                                                |
| #661 | 2010年2月27日 11:05 | 大同特殊鋼レッドスター （1敗） | 0 - 3 (25-27) (23-25) (21-25) | 東京ヴェルディ （1勝） | 稲城市総合体育館 観客数: 300人 主審: 千代延靖夫 副審: 及川千春 |
| #661 | 2010年2月27日 11:05 |                                |                               |                        | 稲城市総合体育館 観客数: 300人 主審: 千代延靖夫 副審: 及川千春 |

| #662 | 2010年2月27日 13:00 |                                    |                                               |                                        |                                                              |
| #662 | 2010年2月27日 13:00 | つくばユナイテッドSun GAIA （1敗） | 2 - 3 (23-25) (29-27) (25-13) (22-25) (13-15) | 富士通カワサキレッドスピリッツ （1勝） | 稲城市総合体育館 観客数: 270人 主審: 明井寿枝 副審: 服部篤史 |
| #662 | 2010年2月27日 13:00 |                                    |                                               |                                        | 稲城市総合体育館 観客数: 270人 主審: 明井寿枝 副審: 服部篤史 |

| #663 | 2010年2月27日 15:45 |                            |                       |                                      |                                                                |
| #663 | 2010年2月27日 15:45 | ジェイテクトSTINGS （1勝） | 3 - 0 (25-17) (25-21) | きんでんトリニティーブリッツ （1敗） | 稲城市総合体育館 観客数: 180人 主審: 丸山道博 副審: 薄井真知子 |
| #663 | 2010年2月27日 15:45 |                            |                       |                                      | 稲城市総合体育館 観客数: 180人 主審: 丸山道博 副審: 薄井真知子 |

#### 2月28日
| #664 | 2010年2月28日 11:03 |                                        |                                               |                                      |                                                              |
| #664 | 2010年2月28日 11:03 | 富士通カワサキレッドスピリッツ （2勝） | 3 - 2 (22-25) (21-25) (25-20) (25-21) (15-11) | きんでんトリニティーブリッツ （2敗） | 稲城市総合体育館 観客数: 300人 主審: 千代延靖夫 副審: 中村中 |
| #664 | 2010年2月28日 11:03 |                                        |                                               |                                      | 稲城市総合体育館 観客数: 300人 主審: 千代延靖夫 副審: 中村中 |

| #665 | 2010年2月28日 13:39 |                                       |                                               |                                |                                                              |
| #665 | 2010年2月28日 13:39 | つくばユナイテッドSun GAIA （1勝1敗） | 3 - 2 (22-25) (25-20) (26-28) (30-28) (15-12) | 大同特殊鋼レッドスター （2敗） | 稲城市総合体育館 観客数: 280人 主審: 丸山道博 副審: 水間絵美 |
| #665 | 2010年2月28日 13:39 |                                       |                                               |                                | 稲城市総合体育館 観客数: 280人 主審: 丸山道博 副審: 水間絵美 |

| #666 | 2010年2月28日 16:30 |                           |                               |                               |                                                            |
| #666 | 2010年2月28日 16:30 | 東京ヴェルディ （1勝1敗） | 0 - 3 (22-25) (15-25) (19-25) | ジェイテクトSTINGS （2勝0敗） | 稲城市総合体育館 観客数: 270人 主審: 明井寿枝 副審: 仲博史 |
| #666 | 2010年2月28日 16:30 |                           |                               |                               | 稲城市総合体育館 観客数: 270人 主審: 明井寿枝 副審: 仲博史 |

#### 3月14日
| #667 | 2010年3月14日 11:00 |                                        |                                       |                           |                                                                    |
| #667 | 2010年3月14日 11:00 | 富士通カワサキレッドスピリッツ （3勝） | 3 - 1 (22-25) (26-24) (25-23) (25-22) | 東京ヴェルディ （1勝2敗） | 羽村市スポーツセンター 観客数: 330人 主審: 浅井唯由 副審: 中西幸治 |
| #667 | 2010年3月14日 11:00 |                                        |                                       |                           | 羽村市スポーツセンター 観客数: 330人 主審: 浅井唯由 副審: 中西幸治 |

| #668 | 2010年3月14日 13:20 |                                      |                               |                                       |                                                                  |
| #668 | 2010年3月14日 13:20 | きんでんトリニティーブリッツ （3敗） | 0 - 3 (17-25) (19-25) (17-25) | つくばユナイテッドSun GAIA （2勝1敗） | 羽村市スポーツセンター 観客数: 360人 主審: 澤達大 副審: 及川千春 |
| #668 | 2010年3月14日 13:20 |                                      |                               |                                       | 羽村市スポーツセンター 観客数: 360人 主審: 澤達大 副審: 及川千春 |

| #669 | 2010年3月14日 15:10 |                                |                               |                            |                                                                  |
| #669 | 2010年3月14日 15:10 | 大同特殊鋼レッドスター （3敗） | 1 - 3 (22-25) (25-18) (26-28) | ジェイテクトSTINGS （3勝） | 羽村市スポーツセンター 観客数: 350人 主審: 仲博史 副審: 饗庭和恵 |
| #669 | 2010年3月14日 15:10 |                                |                               |                            | 羽村市スポーツセンター 観客数: 350人 主審: 仲博史 副審: 饗庭和恵 |

#### 3月20日
| #670 | 2010年3月20日 11:00 |                                   |                                      |                                      |                                                         |
| #670 | 2010年3月20日 11:00 | 大同特殊鋼レッドスター （1勝3敗） | 3 - 1 (25-17) (19-25) (25-9) (25-22) | きんでんトリニティーブリッツ （4敗） | つくばカピオ 観客数: 82人 主審: 高橋直也 副審: 笠倉雅弘 |
| #670 | 2010年3月20日 11:00 |                                   |                                      |                                      | つくばカピオ 観客数: 82人 主審: 高橋直也 副審: 笠倉雅弘 |

| #671 | 2010年3月20日 13:20 |                           |                                       |                                       |                                                        |
| #671 | 2010年3月20日 13:20 | 東京ヴェルディ （1勝3敗） | 1 - 3 (25-23) (22-25) (23-25) (17-25) | つくばユナイテッドSun GAIA （3勝1敗） | つくばカピオ 観客数: 578人 主審: 村中伸 副審: 神林清松 |
| #671 | 2010年3月20日 13:20 |                           |                                       |                                       | つくばカピオ 観客数: 578人 主審: 村中伸 副審: 神林清松 |

| #672 | 2010年3月20日 15:57 |                                           |                               |                            |                                                          |
| #672 | 2010年3月20日 15:57 | 富士通カワサキレッドスピリッツ （3勝1敗） | 0 - 3 (15-25) (21-25) (23-25) | ジェイテクトSTINGS （4勝） | つくばカピオ 観客数: 622人 主審: 高橋宏明 副審: 松延亮一 |
| #672 | 2010年3月20日 15:57 |                                           |                               |                            | つくばカピオ 観客数: 622人 主審: 高橋宏明 副審: 松延亮一 |

#### 3月21日
| #673 | 2010年3月21日 11:00 |                           |                                       |                                      |                                                        |
| #673 | 2010年3月21日 11:00 | 東京ヴェルディ （2勝3敗） | 3 - 1 (25-21) (25-19) (21-25) (25-23) | きんでんトリニティーブリッツ （5敗） | つくばカピオ 観客数: 360人 主審: 松代寛 副審: 松延亮一 |
| #673 | 2010年3月21日 11:00 |                           |                                       |                                      | つくばカピオ 観客数: 360人 主審: 松代寛 副審: 松延亮一 |

| #674 | 2010年3月21日 13:15 |                                   |                       |                                           |                                                          |
| #674 | 2010年3月21日 13:15 | 大同特殊鋼レッドスター （1勝4敗） | 0 - 3 (19-25) (20-25) | 富士通カワサキレッドスピリッツ （4勝1敗） | つくばカピオ 観客数: 593人 主審: 高橋宏明 副審: 神林清松 |
| #674 | 2010年3月21日 13:15 |                                   |                       |                                           | つくばカピオ 観客数: 593人 主審: 高橋宏明 副審: 神林清松 |

| #675 | 2010年3月21日 15:20 |                                       |                                       |                            |                                                          |
| #675 | 2010年3月21日 15:20 | つくばユナイテッドSun GAIA （3勝2敗） | 1 - 3 (19-25) (29-31) (25-17) (19-25) | ジェイテクトSTINGS （5勝） | つくばカピオ 観客数: 1,076人 主審: 村中伸 副審: 高橋直也 |
| #675 | 2010年3月21日 15:20 |                                       |                                       |                            | つくばカピオ 観客数: 1,076人 主審: 村中伸 副審: 高橋直也 |

#### 上位リーグの結果
| 順位 | チーム名                       | 試合数 | 勝数 | 敗数 | 勝率  | セット率 | 備考 |
| ---- | ------------------------------ | ------ | ---- | ---- | ----- | -------- | ---- |
| 1    | ジェイテクトSTINGS             | 5      | 5    | 0    | 1.000 |          |      |
| 2    | 富士通カワサキレッドスピリッツ | 5      | 4    | 1    | 0.800 |          |      |
| 3    | つくばユナイテッドSun GAIA     | 5      | 3    | 2    | 0.600 |          |      |
| 4    | 東京ヴェルディ                 | 5      | 2    | 3    | 0.400 |          |      |
| 5    | 大同特殊鋼レッドスター         | 5      | 1    | 4    | 0.200 |          |      |
| 6    | きんでんトリニティーブリッツ   | 5      | 0    | 5    | 0.000 |          |      |

### 下位リーグ

#### 2月27日
| #676 | 2010年2月27日 11:05 |                                  |                                       |                        |                                                                |
| #676 | 2010年2月27日 11:05 | トヨタ自動車サンホークス （1勝） | 3 - 2 (19-25) (25-19) (20-25) (15-11) | 東京トヨペット （1敗） | 稲城市総合体育館 観客数: 300人 主審: 浅井唯由 副審: 森山真理子 |
| #676 | 2010年2月27日 11:05 |                                  |                                       |                        | 稲城市総合体育館 観客数: 300人 主審: 浅井唯由 副審: 森山真理子 |

| #677 | 2010年2月27日 13:32 |                              |                               |                          |                                                            |
| #677 | 2010年2月27日 13:32 | 近畿クラブスフィーダ （1敗） | 0 - 3 (18-25) (17-25) (22-25) | 阪神デルフィーノ （1勝） | 稲城市総合体育館 観客数: 270人 主審: 高野淳志 副審: 仲博史 |
| #677 | 2010年2月27日 13:32 |                              |                               |                          | 稲城市総合体育館 観客数: 270人 主審: 高野淳志 副審: 仲博史 |

#### 2月28日
| #678 | 2010年2月28日 11:03 |                        |                                       |                                 |                                                              |
| #678 | 2010年2月28日 11:03 | 東京トヨペット （2敗） | 1 - 3 (25-23) (18-25) (16-25) (20-25) | 近畿クラブスフィーダ （1勝1敗） | 稲城市総合体育館 観客数: 300人 主審: 高野淳志 副審: 饗庭和恵 |
| #678 | 2010年2月28日 11:03 |                        |                                       |                                 | 稲城市総合体育館 観客数: 300人 主審: 高野淳志 副審: 饗庭和恵 |

| #679 | 2010年2月28日 13:15 |                                    |                               |                                     |                                                              |
| #679 | 2010年2月28日 13:15 | 警視庁フォートファイターズ （1勝） | 3 - 0 (29-27) (25-15) (25-22) | トヨタ自動車サンホークス （1勝1敗） | 稲城市総合体育館 観客数: 280人 主審: 浅井唯由 副審: 高田恒樹 |
| #679 | 2010年2月28日 13:15 |                                    |                               |                                     | 稲城市総合体育館 観客数: 280人 主審: 浅井唯由 副審: 高田恒樹 |

#### 3月13日
| #680 | 2010年3月14日 13:00 |                          |                                       |                                     |                                                                  |
| #680 | 2010年3月14日 13:00 | 阪神デルフィーノ （2勝） | 3 - 1 (25-13) (25-22) (15-25) (25-21) | トヨタ自動車サンホークス （1勝2敗） | 羽村市スポーツセンター 観客数: 200人 主審: 澤達大 副審: 饗庭和恵 |
| #680 | 2010年3月14日 13:00 |                          |                                       |                                     | 羽村市スポーツセンター 観客数: 200人 主審: 澤達大 副審: 饗庭和恵 |

| #681 | 2010年3月14日 15:10 |                        |                                       |                                    |                                                                  |
| #681 | 2010年3月14日 15:10 | 東京トヨペット （3敗） | 1 - 3 (26-24) (23-25) (17-25) (10-25) | 警視庁フォートファイターズ （2勝） | 羽村市スポーツセンター 観客数: 320人 主審: 浅井唯由 副審: 仲博史 |
| #681 | 2010年3月14日 15:10 |                        |                                       |                                    | 羽村市スポーツセンター 観客数: 320人 主審: 浅井唯由 副審: 仲博史 |

#### 3月20日
| #682 | 2010年3月20日 13:00 |                                     |                               |                                 |                                                            |
| #682 | 2010年3月20日 13:00 | トヨタ自動車サンホークス （1勝3敗） | 1 - 3 (19-25) (28-26) (18-25) | 近畿クラブスフィーダ （2勝1敗） | 猫田記念体育館 観客数: 150人 主審: 種元桂子 副審: 前川清隆 |
| #682 | 2010年3月20日 13:00 |                                     |                               |                                 | 猫田記念体育館 観客数: 150人 主審: 種元桂子 副審: 前川清隆 |

| #683 | 2010年3月20日 15:10 |                                    |                               |                             |                                                            |
| #683 | 2010年3月20日 15:10 | 警視庁フォートファイターズ （3勝） | 3 - 0 (25-19) (26-24) (25-23) | 阪神デルフィーノ （2勝1敗） | 猫田記念体育館 観客数: 200人 主審: 横山寿一 副審: 荒谷和繁 |
| #683 | 2010年3月20日 15:10 |                                    |                               |                             | 猫田記念体育館 観客数: 200人 主審: 横山寿一 副審: 荒谷和繁 |

#### 3月21日
| #684 | 2010年3月21日 12:00 |                        |                                       |                             |                                                            |
| #684 | 2010年3月21日 12:00 | 東京トヨペット （4敗） | 1 - 3 (23-25) (25-22) (23-25) (16-25) | 阪神デルフィーノ （3勝1敗） | 猫田記念体育館 観客数: 150人 主審: 横山寿一 副審: 大信寿洋 |
| #684 | 2010年3月21日 12:00 |                        |                                       |                             | 猫田記念体育館 観客数: 150人 主審: 横山寿一 副審: 大信寿洋 |

| #685 | 2010年3月21日 14:15 |                                    |                               |                                 |                                             |
| #685 | 2010年3月21日 14:15 | 警視庁フォートファイターズ （4勝） | 3 - 0 (25-21) (25-22) (25-16) | 近畿クラブスフィーダ （2勝2敗） | 猫田記念体育館 観客数: 100人 主審: 前川清隆 |
| #685 | 2010年3月21日 14:15 |                                    |                               |                                 | 猫田記念体育館 観客数: 100人 主審: 前川清隆 |

#### 下位リーグの結果
| 順位 | チーム名                 | 試合数 | 勝数 | 敗数 | 勝率  | セット率 | 備考 |
| ---- | ------------------------ | ------ | ---- | ---- | ----- | -------- | ---- |
| 1    | 警視庁                   | 4      | 4    | 0    | 1.000 |          |      |
| 2    | 阪神デルフィーノ         | 4      | 3    | 1    | 0.750 |          |      |
| 3    | 近畿クラブスフィーダ     | 4      | 2    | 2    | 0.500 |          |      |
| 4    | トヨタ自動車サンホークス | 4      | 1    | 3    | 0.250 |          |      |
| 5    | 東京トヨペット           | 4      | 0    | 4    | 0.000 |          |      |

### 最終順位
| 順位   | チーム名                       | 備考                  |
| ------ | ------------------------------ | --------------------- |
| 優勝   | ジェイテクトSTINGS             | V・チャレンジマッチへ |
| 準優勝 | 富士通カワサキレッドスピリッツ | V・チャレンジマッチへ |
| 3      | つくばユナイテッドSun GAIA     |                       |
| 4      | 東京ヴェルディ                 |                       |
| 5      | 大同特殊鋼レッドスター         |                       |
| 6      | きんでんトリニティーブリッツ   |                       |
| 7      | 警視庁フォートファイターズ     |                       |
| 8      | 阪神デルフィーノ               |                       |
| 9      | 近畿クラブスフィーダ           |                       |
| 10     | トヨタ自動車サンホークス       |                       |
| 11     | 東京トヨペット                 |                       |

### 個人賞
| No. | 賞名             | 受賞者   | 所属チーム   | 備考                |
| --- | ---------------- | -------- | ------------ | ------------------- |
| 1   | 優勝監督賞       | 泉川正幸 | ジェイテクト |                     |
| 2   | 最高殊勲選手賞   | 高橋慎治 | ジェイテクト |                     |
| 3   | 敢闘賞           | 岩井浩二 | 富士通       |                     |
| 4   | 最優秀新人賞     | 中川剛   | 富士通       |                     |
| 5   | 得点王           | 辰巳佳靖 | 大同特殊鋼   | 総得点=171点        |
| 6   | スパイク賞       | 小松高則 | ジェイテクト | 決定率=65.3%        |
| 7   | ブロック賞       | 金丸晃大 | ジェイテクト | 決定本数=1.11本/set |
| 8   | サーブ賞         | 松原広輔 | ジェイテクト | 効果率=20.1%        |
| 9   | サーブレシーブ賞 | 石川俊輔 | 警視庁       | 成功率=79.1%        |

### 入れ替え

#### V・チャレンジマッチ

##### 4月3日
| #691 | 2010年4月3日 |                                            |       |                              |  |
| #691 | 2010年4月3日 | ジェイテクトSTINGS （チャレンジリーグ1位） | 0 - 3 | FC東京 （プレミアリーグ8位） |  |
| #691 | 2010年4月3日 |                                            |       |                              |  |

| #692 | 2010年4月3日 |                                                        |       |                                                |  |
| #692 | 2010年4月3日 | 富士通カワサキレッドスピリッツ （チャレンジリーグ2位） | 0 - 3 | 大分三好ヴァイセアドラー （プレミアリーグ7位） |  |
| #692 | 2010年4月3日 |                                                        |       |                                                |  |

##### 4月4日
| #693 | 2010年4月4日 |                                            |       |                              |  |
| #693 | 2010年4月4日 | ジェイテクトSTINGS （チャレンジリーグ1位） | 0 - 3 | FC東京 （プレミアリーグ8位） |  |
| #693 | 2010年4月4日 |                                            |       |                              |  |

| #694 | 2010年4月4日 |                                                        |       |                                                |  |
| #694 | 2010年4月4日 | 富士通カワサキレッドスピリッツ （チャレンジリーグ2位） | 0 - 3 | 大分三好ヴァイセアドラー （プレミアリーグ7位） |  |
| #694 | 2010年4月4日 |                                                        |       |                                                |  |

この結果、ジェイテクトSTINGS・富士通カワサキレッドスピリッツのチャレンジリーグ残留が決定。

## 女子

### 参加チーム
| 前回順位 | チーム名                 | 備考                                          |
| -------- | ------------------------ | --------------------------------------------- |
| -        | 日立佐和リヴァーレ       | プレミアリーグから降格 前年プレミアリーグ10位 |
| 1        | PFUブルーキャッツ        |                                               |
| 2        | 三洋電機レッドソア       |                                               |
| 3        | 上尾メディックス         |                                               |
| 4        | 大野石油広島オイラーズ   |                                               |
| 5        | 四国Eighty 8 Queen       |                                               |
| 6        | 健祥会レッドハーツ       |                                               |
| 7        | KUROBEアクアフェアリーズ |                                               |
| 8        | 柏エンゼルクロス         |                                               |
| 9        | フォレストリーヴズ熊本   |                                               |
| 10       | GSSサンビームズ          |                                               |
| -        | Befcoビービースターズ    | Vリーグ機構社員 地域リーグより昇格            |

### レギュラーラウンド

#### 11月28日
| #701 | 2009年11月28日 |                                |              |                                  |                |
| #701 | 2009年11月28日 | 大野石油広島オイラーズ （1敗） | 0 - 3 (0-25) | KUROBEアクアフェアリーズ （1勝） | 柏市中央体育館 |
| #701 | 2009年11月28日 |                                |              |                                  | 柏市中央体育館 |

この試合は、所属選手が新型インフルエンザに感染したため、大野石油広島が棄権した。
| #702 | 2009年11月28日 13:00 |                            |                               |                            |                                                          |
| #702 | 2009年11月28日 13:00 | 四国Eighty 8 Queen （1敗） | 0 - 3 (20-25) (19-25) (20-25) | 健祥会レッドハーツ （1勝） | 柏市中央体育館 観客数: 650人 主審: 澤達大 副審: 児玉泰平 |
| #702 | 2009年11月28日 13:00 |                            |                               |                            | 柏市中央体育館 観客数: 650人 主審: 澤達大 副審: 児玉泰平 |

| #703 | 2009年11月28日 15:00 |                          |                                       |                          |                                                            |
| #703 | 2009年11月28日 15:00 | 上尾メディックス （1勝） | 3 - 1 (25-23) (23-25) (25-19) (25-20) | 柏エンゼルクロス （1敗） | 柏市中央体育館 観客数: 800人 主審: 田代英明 副審: 山内大右 |
| #703 | 2009年11月28日 15:00 |                          |                                       |                          | 柏市中央体育館 観客数: 800人 主審: 田代英明 副審: 山内大右 |

| #704 | 2009年11月28日 11:00 |                               |                               |                            |                                                            |
| #704 | 2009年11月28日 11:00 | Befcoビービースターズ （1敗） | 0 - 3 (11-25) (10-25) (21-25) | 日立佐和リヴァーレ （1勝） | 大矢野総合体育館 観客数: 630人 主審: 須藤義宏 副審: 原雄一 |
| #704 | 2009年11月28日 11:00 |                               |                               |                            | 大矢野総合体育館 観客数: 630人 主審: 須藤義宏 副審: 原雄一 |

| #705 | 2009年11月28日 13:00 |                         |                               |                           |                                                              |
| #705 | 2009年11月28日 13:00 | GSSサンビームズ （1敗） | 0 - 3 (17-25) (12-25) (15-25) | PFUブルーキャッツ （1勝） | 大矢野総合体育館 観客数: 1,200人 主審: 坂本紀一 副審: 田村誠 |
| #705 | 2009年11月28日 13:00 |                         |                               |                           | 大矢野総合体育館 観客数: 1,200人 主審: 坂本紀一 副審: 田村誠 |

| #706 | 2009年11月28日 15:00 |                                |                               |                            |                                                                |
| #706 | 2009年11月28日 15:00 | フォレストリーヴズ熊本 （1敗） | 0 - 3 (16-25) (18-25) (21-25) | 三洋電機レッドソア （1勝） | 大矢野総合体育館 観客数: 1,300人 主審: 山本晋五 副審: 山田禎郎 |
| #706 | 2009年11月28日 15:00 |                                |                               |                            | 大矢野総合体育館 観客数: 1,300人 主審: 山本晋五 副審: 山田禎郎 |

#### 11月29日
| #707 | 2009年11月29日 10:00 |                             |                               |                                  |                                                            |
| #707 | 2009年11月29日 10:00 | 上尾メディックス （1勝1敗） | 1 - 3 (22-25) (25-13) (24-26) | KUROBEアクアフェアリーズ （2勝） | 柏市中央体育館 観客数: 600人 主審: 田代英明 副審: 花野井茂 |
| #707 | 2009年11月29日 10:00 |                             |                               |                                  | 柏市中央体育館 観客数: 600人 主審: 田代英明 副審: 花野井茂 |

| #708 | 2009年11月29日 |                                |              |                            |                |
| #708 | 2009年11月29日 | 大野石油広島オイラーズ （2敗） | 0 - 3 (0-25) | 健祥会レッドハーツ （2勝） | 柏市中央体育館 |
| #708 | 2009年11月29日 |                                |              |                            | 柏市中央体育館 |

この試合は、所属選手が新型インフルエンザに感染したため、大野石油広島が棄権した。
| #709 | 2009年11月29日 13:45 |                            |                                              |                             |                                                        |
| #709 | 2009年11月29日 13:45 | 四国Eighty 8 Queen （2敗） | 2 - 3 (17-25) (25-23) (25-18) (15-25) (9-15) | 柏エンゼルクロス （1勝1敗） | 柏市中央体育館 観客数: 550人 主審: 澤達大 副審: 杉山哲 |
| #709 | 2009年11月29日 13:45 |                            |                                              |                             | 柏市中央体育館 観客数: 550人 主審: 澤達大 副審: 杉山哲 |

| #710 | 2009年11月29日 10:00 |                         |                               |                            |                                                              |
| #710 | 2009年11月29日 10:00 | GSSサンビームズ （2敗） | 0 - 3 (11-25) (10-25) (12-25) | 日立佐和リヴァーレ （2勝） | 宇土市民体育館 観客数: 1,000人 主審: 山本晋五 副審: 山田禎郎 |
| #710 | 2009年11月29日 10:00 |                         |                               |                            | 宇土市民体育館 観客数: 1,000人 主審: 山本晋五 副審: 山田禎郎 |

| #711 | 2009年11月29日 12:00 |                               |                              |                            |                                                            |
| #711 | 2009年11月29日 12:00 | Befcoビービースターズ （2敗） | 0 - 3 (16-25) (8-25) (17-25) | 三洋電機レッドソア （2勝） | 宇土市民体育館 観客数: 1,300人 主審: 坂本紀一 副審: 田村誠 |
| #711 | 2009年11月29日 12:00 |                               |                              |                            | 宇土市民体育館 観客数: 1,300人 主審: 坂本紀一 副審: 田村誠 |

| #712 | 2009年11月29日 14:00 |                                   |                                               |                              |                                                            |
| #712 | 2009年11月29日 14:00 | フォレストリーヴズ熊本 （1勝1敗） | 3 - 2 (21-25) (12-25) (25-14) (25-15) (16-14) | PFUブルーキャッツ （1勝1敗） | 宇土市民体育館 観客数: 2,000人 主審: 須藤義宏 副審: 原雄一 |
| #712 | 2009年11月29日 14:00 |                                   |                                               |                              | 宇土市民体育館 観客数: 2,000人 主審: 須藤義宏 副審: 原雄一 |

#### 12月5日
| #713 | 2009年12月5日 13:00 |                            |                               |                                   |                                                                    |
| #713 | 2009年12月5日 13:00 | 日立佐和リヴァーレ （3勝） | 3 - 0 (25-16) (25-17) (25-18) | フォレストリーヴズ熊本 （1勝2敗） | 秩父市文化体育センター 観客数: 473人 主審: 浅井唯由 副審: 中里明啓 |
| #713 | 2009年12月5日 13:00 |                            |                               |                                   | 秩父市文化体育センター 観客数: 473人 主審: 浅井唯由 副審: 中里明啓 |

| #714 | 2009年12月5日 |                             |              |                               |                        |
| #714 | 2009年12月5日 | 上尾メディックス （2勝1敗） | 3 - 0 (25-0) | Befcoビービースターズ （3敗） | 秩父市文化体育センター |
| #714 | 2009年12月5日 |                             |              |                               | 秩父市文化体育センター |

この試合は、所属選手が新型インフルエンザに感染したため、Befcoが棄権した。
| #715 | 2009年12月5日 11:00 |                            |                               |                         |                                                                                    |
| #715 | 2009年12月5日 11:00 | 三洋電機レッドソア （3勝） | 3 - 0 (25-22) (25-14) (26-24) | GSSサンビームズ （3敗） | やまぐちリフレッシュパーク総合体育館 観客数: 350人 主審: 千代延靖夫 副審: 吉川幸治 |
| #715 | 2009年12月5日 11:00 |                            |                               |                         | やまぐちリフレッシュパーク総合体育館 観客数: 350人 主審: 千代延靖夫 副審: 吉川幸治 |

| #716 | 2009年12月5日 13:00 |                                   |                               |                             |                                                                                |
| #716 | 2009年12月5日 13:00 | 大野石油広島オイラーズ （1勝2敗） | 3 - 0 (25-20) (27-25) (28-26) | 柏エンゼルクロス （1勝2敗） | やまぐちリフレッシュパーク総合体育館 観客数: 380人 主審: 西中野健 副審: 吉松孝 |
| #716 | 2009年12月5日 13:00 |                                   |                               |                             | やまぐちリフレッシュパーク総合体育館 観客数: 380人 主審: 西中野健 副審: 吉松孝 |

| #717 | 2009年12月5日 15:00 |                                     |                                       |                            |                                                                                  |
| #717 | 2009年12月5日 15:00 | KUROBEアクアフェアリーズ （2勝1敗） | 1 - 3 (23-25) (25-23) (20-25) (15-25) | 健祥会レッドハーツ （3勝） | やまぐちリフレッシュパーク総合体育館 観客数: 350人 主審: 有馬浩一 副審: 大中重信 |
| #717 | 2009年12月5日 15:00 |                                     |                                       |                            | やまぐちリフレッシュパーク総合体育館 観客数: 350人 主審: 有馬浩一 副審: 大中重信 |

#### 12月6日
| #718 | 2009年12月6日 |                               |              |                               |                        |
| #718 | 2009年12月6日 | 四国Eighty 8 Queen （1勝2敗） | 3 - 0 (25-0) | Befcoビービースターズ （4敗） | 秩父市文化体育センター |
| #718 | 2009年12月6日 |                               |              |                               | 秩父市文化体育センター |

この試合は、所属選手が新型インフルエンザに感染したため、Befcoが棄権した。
| #719 | 2009年12月6日 14:00 |                             |                               |                                   |                                                                    |
| #719 | 2009年12月6日 14:00 | 上尾メディックス （3勝1敗） | 3 - 1 (25-18) (21-25) (25-14) | フォレストリーヴズ熊本 （1勝3敗） | 秩父市文化体育センター 観客数: 418人 主審: 土佐和樹 副審: 岩田博雄 |
| #719 | 2009年12月6日 14:00 |                             |                               |                                   | 秩父市文化体育センター 観客数: 418人 主審: 土佐和樹 副審: 岩田博雄 |

| #720 | 2009年12月6日 12:00 |                               |               |                                   |                                                                                    |
| #720 | 2009年12月6日 12:00 | 三洋電機レッドソア （3勝1敗） | 0 - 3 (21-25) | 大野石油広島オイラーズ （2勝2敗） | やまぐちリフレッシュパーク総合体育館 観客数: 300人 主審: 千代延靖夫 副審: 吉川幸治 |
| #720 | 2009年12月6日 12:00 |                               |               |                                   | やまぐちリフレッシュパーク総合体育館 観客数: 300人 主審: 千代延靖夫 副審: 吉川幸治 |

| #721 | 2009年12月6日 14:00 |                             |                               |                                     |                                                                                  |
| #721 | 2009年12月6日 14:00 | 柏エンゼルクロス （1勝3敗） | 0 - 3 (15-25) (22-25) (17-25) | KUROBEアクアフェアリーズ （3勝1敗） | やまぐちリフレッシュパーク総合体育館 観客数: 300人 主審: 西中野健 副審: 有馬浩一 |
| #721 | 2009年12月6日 14:00 |                             |                               |                                     | やまぐちリフレッシュパーク総合体育館 観客数: 300人 主審: 西中野健 副審: 有馬浩一 |

#### 1月9日
| #722 | 2010年1月9日 13:00 |                            |                               |                             |                                                                  |
| #722 | 2010年1月9日 13:00 | 日立佐和リヴァーレ （4勝） | 3 - 0 (25-16) (25-18) (25-11) | 柏エンゼルクロス （1勝4敗） | 高岡市竹平記念体育館 観客数: 380人 主審: 黒地忍 副審: 五十里勘司 |
| #722 | 2010年1月9日 13:00 |                            |                               |                             | 高岡市竹平記念体育館 観客数: 380人 主審: 黒地忍 副審: 五十里勘司 |

| #723 | 2010年1月9日 15:10 |                                     |                                       |                                   |                                                                |
| #723 | 2010年1月9日 15:10 | KUROBEアクアフェアリーズ （4勝1敗） | 3 - 1 (25-16) (27-25) (22-25) (25-17) | フォレストリーヴズ熊本 （1勝4敗） | 高岡市竹平記念体育館 観客数: 500人 主審: 有乗正志 副審: 高地修 |
| #723 | 2010年1月9日 15:10 |                                     |                                       |                                   | 高岡市竹平記念体育館 観客数: 500人 主審: 有乗正志 副審: 高地修 |

| #724 | 2010年1月9日 13:00 |                              |                              |                               |                                                                            |
| #724 | 2010年1月9日 13:00 | PFUブルーキャッツ （2勝1敗） | 3 - 0 (25-17) (25-9) (25-18) | Befcoビービースターズ （5敗） | 新宿コズミックスポーツセンター 観客数: 310人 主審: 及川千春 副審: 中西幸治 |
| #724 | 2010年1月9日 13:00 |                              |                              |                               | 新宿コズミックスポーツセンター 観客数: 310人 主審: 及川千春 副審: 中西幸治 |

| #725 | 2010年1月9日 15:00 |                                   |                                       |                               |                                                                          |
| #725 | 2010年1月9日 15:00 | 大野石油広島オイラーズ （3勝2敗） | 3 - 1 (20-25) (25-20) (25-17) (25-21) | 四国Eighty 8 Queen （1勝3敗） | 新宿コズミックスポーツセンター 観客数: 280人 主審: 浅見靖人 副審: 中村中 |
| #725 | 2010年1月9日 15:00 |                                   |                                       |                               | 新宿コズミックスポーツセンター 観客数: 280人 主審: 浅見靖人 副審: 中村中 |

| #726 | 2010年1月9日 17:15 |                            |                                       |                         |                                                                              |
| #726 | 2010年1月9日 17:15 | 健祥会レッドハーツ （4勝） | 3 - 1 (20-25) (25-16) (27-25) (25-17) | GSSサンビームズ （4敗） | 新宿コズミックスポーツセンター 観客数: 230人 主審: 浅井唯由 副審: 森山真理子 |
| #726 | 2010年1月9日 17:15 |                            |                                       |                         | 新宿コズミックスポーツセンター 観客数: 230人 主審: 浅井唯由 副審: 森山真理子 |

#### 1月10日
| #727 | 2010年1月10日 12:00 |                             |                               |                                   |                                                                |
| #727 | 2010年1月10日 12:00 | 柏エンゼルクロス （1勝5敗） | 0 - 3 (15-25) (16-25) (22-25) | フォレストリーヴズ熊本 （2勝4敗） | 高岡市竹平記念体育館 観客数: 610人 主審: 三見洋子 副審: 黒地忍 |
| #727 | 2010年1月10日 12:00 |                             |                               |                                   | 高岡市竹平記念体育館 観客数: 610人 主審: 三見洋子 副審: 黒地忍 |

| #728 | 2010年1月10日 14:00 |                                     |                                       |                            |                                                                    |
| #728 | 2010年1月10日 14:00 | KUROBEアクアフェアリーズ （4勝2敗） | 1 - 3 (19-25) (25-22) (17-25) (22-25) | 日立佐和リヴァーレ （5勝） | 高岡市竹平記念体育館 観客数: 650人 主審: 有乗正志 副審: 五十里勘司 |
| #728 | 2010年1月10日 14:00 |                                     |                                       |                            | 高岡市竹平記念体育館 観客数: 650人 主審: 有乗正志 副審: 五十里勘司 |

| #729 | 2010年1月10日 12:00 |                              |                               |                               |                                                                            |
| #729 | 2010年1月10日 12:00 | PFUブルーキャッツ （3勝1敗） | 3 - 0 (25-14) (25-19) (25-11) | 健祥会レッドハーツ （4勝1敗） | 新宿コズミックスポーツセンター 観客数: 360人 主審: 浅井唯由 副審: 高田恒樹 |
| #729 | 2010年1月10日 12:00 |                              |                               |                               | 新宿コズミックスポーツセンター 観客数: 360人 主審: 浅井唯由 副審: 高田恒樹 |

| #730 | 2010年1月10日 14:00 |                                   |                                       |                               |                                                                            |
| #730 | 2010年1月10日 14:00 | 大野石油広島オイラーズ （4勝2敗） | 3 - 1 (21-25) (25-11) (25-18) (25-20) | Befcoビービースターズ （6敗） | 新宿コズミックスポーツセンター 観客数: 350人 主審: 及川千春 副審: 古川浩幸 |
| #730 | 2010年1月10日 14:00 |                                   |                                       |                               | 新宿コズミックスポーツセンター 観客数: 350人 主審: 及川千春 副審: 古川浩幸 |

| #731 | 2010年1月10日 16:10 |                         |                               |                               |                                                                            |
| #731 | 2010年1月10日 16:10 | GSSサンビームズ （5敗） | 0 - 3 (23-25) (22-25) (21-25) | 四国Eighty 8 Queen （2勝3敗） | 新宿コズミックスポーツセンター 観客数: 300人 主審: 浅見靖人 副審: 水間絵美 |
| #731 | 2010年1月10日 16:10 |                         |                               |                               | 新宿コズミックスポーツセンター 観客数: 300人 主審: 浅見靖人 副審: 水間絵美 |

#### 1月16日
| #732 | 2010年1月16日 11:00 |                                   |                       |                                   |                                                                    |
| #732 | 2010年1月16日 11:00 | 大野石油広島オイラーズ （4勝3敗） | 0 - 3 (17-25) (21-25) | フォレストリーヴズ熊本 （3勝4敗） | 松任総合運動公園体育館 観客数: 230人 主審: 柘植知則 副審: 荒井勇二 |
| #732 | 2010年1月16日 11:00 |                                   |                       |                                   | 松任総合運動公園体育館 観客数: 230人 主審: 柘植知則 副審: 荒井勇二 |

| #733 | 2010年1月16日 13:00 |                                  |                               |                         |                                                                        |
| #733 | 2010年1月16日 13:00 | Befcoビービースターズ （1勝6敗） | 3 - 0 (25-13) (25-20) (28-26) | GSSサンビームズ （6敗） | 松任総合運動公園体育館 観客数: 466人 主審: 紙井ひとみ 副審: 波佐間英之 |
| #733 | 2010年1月16日 13:00 |                                  |                               |                         | 松任総合運動公園体育館 観客数: 466人 主審: 紙井ひとみ 副審: 波佐間英之 |

| #734 | 2010年1月16日 15:00 |                              |                                       |                                     |                                                                      |
| #734 | 2010年1月16日 15:00 | PFUブルーキャッツ （3勝2敗） | 1 - 3 (22-25) (25-21) (25-27) (13-25) | KUROBEアクアフェアリーズ （5勝2敗） | 松任総合運動公園体育館 観客数: 1,014人 主審: 大塚春夫 副審: 荒井勇二 |
| #734 | 2010年1月16日 15:00 |                              |                                       |                                     | 松任総合運動公園体育館 観客数: 1,014人 主審: 大塚春夫 副審: 荒井勇二 |

| #735 | 2010年1月16日 13:00 |                               |                               |                            |                                                          |
| #735 | 2010年1月16日 13:00 | 健祥会レッドハーツ （4勝2敗） | 0 - 3 (21-25) (13-25) (19-25) | 日立佐和リヴァーレ （6勝） | 高松市総合体育館 観客数: 360人 主審: 藤田航 副審: 小川浩 |
| #735 | 2010年1月16日 13:00 |                               |                               |                            | 高松市総合体育館 観客数: 360人 主審: 藤田航 副審: 小川浩 |

| #736 | 2010年1月16日 15:00 |                             |                                       |                               |                                                              |
| #736 | 2010年1月16日 15:00 | 上尾メディックス （4勝1敗） | 3 - 1 (25-13) (18-25) (27-25) (25-12) | 四国Eighty 8 Queen （2勝4敗） | 高松市総合体育館 観客数: 600人 主審: 西中野健 副審: 萱原恭弘 |
| #736 | 2010年1月16日 15:00 |                             |                                       |                               | 高松市総合体育館 観客数: 600人 主審: 西中野健 副審: 萱原恭弘 |

#### 1月17日
| #737 | 2010年1月17日 10:00 |                                     |                                       |                                  |                                                                    |
| #737 | 2010年1月17日 10:00 | KUROBEアクアフェアリーズ （6勝2敗） | 3 - 1 (25-22) (25-21) (12-25) (25-21) | Befcoビービースターズ （1勝7敗） | 松任総合運動公園体育館 観客数: 268人 主審: 大塚春夫 副審: 荒井勇二 |
| #737 | 2010年1月17日 10:00 |                                     |                                       |                                  | 松任総合運動公園体育館 観客数: 268人 主審: 大塚春夫 副審: 荒井勇二 |

| #738 | 2010年1月17日 12:15 |                         |                               |                                   |                                                                      |
| #738 | 2010年1月17日 12:15 | GSSサンビームズ （7敗） | 0 - 3 (10-25) (24-26) (18-25) | フォレストリーヴズ熊本 （4勝4敗） | 松任総合運動公園体育館 観客数: 410人 主審: 紙井ひとみ 副審: 江上雅宏 |
| #738 | 2010年1月17日 12:15 |                         |                               |                                   | 松任総合運動公園体育館 観客数: 410人 主審: 紙井ひとみ 副審: 江上雅宏 |

| #739 | 2010年1月17日 14:06 |                                   |                                       |                              |                                                                    |
| #739 | 2010年1月17日 14:06 | 大野石油広島オイラーズ （5勝3敗） | 3 - 1 (25-22) (25-14) (19-25) (25-14) | PFUブルーキャッツ （3勝3敗） | 松任総合運動公園体育館 観客数: 593人 主審: 柘植知則 副審: 大塚春夫 |
| #739 | 2010年1月17日 14:06 |                                   |                                       |                              | 松任総合運動公園体育館 観客数: 593人 主審: 柘植知則 副審: 大塚春夫 |

| #740 | 2010年1月17日 12:00 |                               |                               |                               |                                                            |
| #740 | 2010年1月17日 12:00 | 三洋電機レッドソア （4勝1敗） | 3 - 0 (25-23) (25-18) (25-22) | 健祥会レッドハーツ （4勝3敗） | 高松市総合体育館 観客数: 425人 主審: 藤田航 副審: 萱原恭弘 |
| #740 | 2010年1月17日 12:00 |                               |                               |                               | 高松市総合体育館 観客数: 425人 主審: 藤田航 副審: 萱原恭弘 |

| #741 | 2010年1月17日 14:00 |                            |                               |                               |                                                              |
| #741 | 2010年1月17日 14:00 | 日立佐和リヴァーレ （7勝） | 3 - 0 (25-17) (25-14) (25-18) | 四国Eighty 8 Queen （2勝5敗） | 高松市総合体育館 観客数: 680人 主審: 西中野健 副審: 綾田英治 |
| #741 | 2010年1月17日 14:00 |                            |                               |                               | 高松市総合体育館 観客数: 680人 主審: 西中野健 副審: 綾田英治 |

#### 1月23日
| #742 | 2010年1月23日 13:00 |                              |                                              |                             |                                                                |
| #742 | 2010年1月23日 13:00 | PFUブルーキャッツ （4勝3敗） | 3 - 2 (25-18) (19-25) (25-20) (20-25) (15-7) | 柏エンゼルクロス （1勝6敗） | 大東市立市民体育館 観客数: 300人 主審: 吉岡奈々 副審: 西中野健 |
| #742 | 2010年1月23日 13:00 |                              |                                              |                             | 大東市立市民体育館 観客数: 300人 主審: 吉岡奈々 副審: 西中野健 |

| #743 | 2010年1月23日 15:43 |                               |                                       |                               |                                                                |
| #743 | 2010年1月23日 15:43 | 三洋電機レッドソア （5勝1敗） | 3 - 1 (25-15) (25-18) (21-25) (25-20) | 四国Eighty 8 Queen （2勝6敗） | 大東市立市民体育館 観客数: 800人 主審: 山本晋五 副審: 山口岳夫 |
| #743 | 2010年1月23日 15:43 |                               |                                       |                               | 大東市立市民体育館 観客数: 800人 主審: 山本晋五 副審: 山口岳夫 |

| #744 | 2010年1月23日 13:00 |                         |                              |                             |                                                                 |
| #744 | 2010年1月23日 13:00 | GSSサンビームズ （8敗） | 0 - 3 (9-25) (20-25) (19-25) | 上尾メディックス （5勝1敗） | 猫田記念体育館 観客数: 400人 主審: 横山寿一 副審: Wong Chi Chor |
| #744 | 2010年1月23日 13:00 |                         |                              |                             | 猫田記念体育館 観客数: 400人 主審: 横山寿一 副審: Wong Chi Chor |

| #745 | 2010年1月23日 15:00 |                                   |                       |                            |                                                                 |
| #745 | 2010年1月23日 15:00 | 大野石油広島オイラーズ （5勝4敗） | 0 - 3 (15-25) (13-25) | 日立佐和リヴァーレ （8勝） | 猫田記念体育館 観客数: 900人 主審: Wan Hiu Kwong 副審: 種元桂子 |
| #745 | 2010年1月23日 15:00 |                                   |                       |                            | 猫田記念体育館 観客数: 900人 主審: Wan Hiu Kwong 副審: 種元桂子 |

#### 1月24日
| #746 | 2010年1月24日 12:00 |                                   |                               |                               |                                                                |
| #746 | 2010年1月24日 12:00 | フォレストリーヴズ熊本 （4勝5敗） | 0 - 3 (21-25) (27-29) (20-25) | 四国Eighty 8 Queen （3勝6敗） | 大東市立市民体育館 観客数: 300人 主審: 新道哲郎 副審: 新田和弘 |
| #746 | 2010年1月24日 12:00 |                                   |                               |                               | 大東市立市民体育館 観客数: 300人 主審: 新道哲郎 副審: 新田和弘 |

| #747 | 2010年1月24日 14:05 |                               |                               |                             |                                                                |
| #747 | 2010年1月24日 14:05 | 三洋電機レッドソア （6勝1敗） | 3 - 0 (25-20) (25-19) (25-21) | 柏エンゼルクロス （1勝7敗） | 大東市立市民体育館 観客数: 480人 主審: 山本晋五 副審: 吉村崇志 |
| #747 | 2010年1月24日 14:05 |                               |                               |                             | 大東市立市民体育館 観客数: 480人 主審: 山本晋五 副審: 吉村崇志 |

| #748 | 2010年1月24日 12:00 |                            |                                       |                             |                                                                 |
| #748 | 2010年1月24日 12:00 | 日立佐和リヴァーレ （9勝） | 3 - 1 (15-25) (25-22) (25-20) (25-23) | 上尾メディックス （5勝2敗） | 猫田記念体育館 観客数: 400人 主審: 横山寿一 副審: Wan Hiu Kwong |
| #748 | 2010年1月24日 12:00 |                            |                                       |                             | 猫田記念体育館 観客数: 400人 主審: 横山寿一 副審: Wan Hiu Kwong |

| #749 | 2010年1月24日 14:20 |                                   |                               |                         |                                                                 |
| #749 | 2010年1月24日 14:20 | 大野石油広島オイラーズ （6勝4敗） | 3 - 0 (25-17) (25-16) (25-15) | GSSサンビームズ （9敗） | 猫田記念体育館 観客数: 600人 主審: Wong Chi Chor 副審: 種元桂子 |
| #749 | 2010年1月24日 14:20 |                                   |                               |                         | 猫田記念体育館 観客数: 600人 主審: Wong Chi Chor 副審: 種元桂子 |

#### 2月6日
| #750 | 2010年2月6日 13:00 |                              |                       |                               |                                                                       |
| #750 | 2010年2月6日 13:00 | PFUブルーキャッツ （5勝3敗） | 3 - 0 (25-22) (25-14) | 四国Eighty 8 Queen （3勝7敗） | 富山県西部体育センター 観客数: 535人 主審: 三見洋子 副審: LEONG Chong |
| #750 | 2010年2月6日 13:00 |                              |                       |                               | 富山県西部体育センター 観客数: 535人 主審: 三見洋子 副審: LEONG Chong |

| #751 | 2010年2月6日 15:10 |                               |                       |                                     |                                                                        |
| #751 | 2010年2月6日 15:10 | 三洋電機レッドソア （7勝1敗） | 3 - 0 (25-20) (25-23) | KUROBEアクアフェアリーズ （6勝3敗） | 富山県西部体育センター 観客数: 585人 主審: 冨田博一 副審: TANG Lok Man |
| #751 | 2010年2月6日 15:10 |                               |                       |                                     | 富山県西部体育センター 観客数: 585人 主審: 冨田博一 副審: TANG Lok Man |

| #752 | 2010年2月6日 11:00 |                                   |                                       |                                  |                                                                          |
| #752 | 2010年2月6日 11:00 | フォレストリーヴズ熊本 （5勝5敗） | 3 - 1 (25-15) (18-25) (28-26) (25-14) | Befcoビービースターズ （1勝8敗） | 健祥会パートナー多目的ホール 観客数: 435人 主審: 浅井唯由 副審: 片山政紀 |
| #752 | 2010年2月6日 11:00 |                                   |                                       |                                  | 健祥会パートナー多目的ホール 観客数: 435人 主審: 浅井唯由 副審: 片山政紀 |

| #753 | 2010年2月6日 13:15 |                             |                                               |                               |                                                                            |
| #753 | 2010年2月6日 13:15 | 上尾メディックス （5勝3敗） | 2 - 3 (20-25) (25-16) (25-19) (23-25) (13-15) | 健祥会レッドハーツ （5勝3敗） | 健祥会パートナー多目的ホール 観客数: 850人 主審: 柘植知則 副審: 橋本賀津郎 |
| #753 | 2010年2月6日 13:15 |                             |                                               |                               | 健祥会パートナー多目的ホール 観客数: 850人 主審: 柘植知則 副審: 橋本賀津郎 |

#### 2月7日
| #754 | 2010年2月7日 12:00 |                              |                               |                               |                                                                       |
| #754 | 2010年2月7日 12:00 | PFUブルーキャッツ （5勝4敗） | 0 - 3 (20-25) (24-26) (17-25) | 三洋電機レッドソア （8勝1敗） | 富山県西部体育センター 観客数: 650人 主審: LEONG Chong 副審: 三見洋子 |
| #754 | 2010年2月7日 12:00 |                              |                               |                               | 富山県西部体育センター 観客数: 650人 主審: LEONG Chong 副審: 三見洋子 |

| #755 | 2010年2月7日 14:00 |                                     |                                       |                               |                                                                        |
| #755 | 2010年2月7日 14:00 | KUROBEアクアフェアリーズ （6勝4敗） | 1 - 3 (25-22) (22-25) (23-25) (25-27) | 四国Eighty 8 Queen （4勝7敗） | 富山県西部体育センター 観客数: 697人 主審: TANG Lok Man 副審: 冨田博一 |
| #755 | 2010年2月7日 14:00 |                                     |                                       |                               | 富山県西部体育センター 観客数: 697人 主審: TANG Lok Man 副審: 冨田博一 |

| #756 | 2010年2月7日 10:00 |                             |                               |                                   |                                                                          |
| #756 | 2010年2月7日 10:00 | 上尾メディックス （6勝3敗） | 3 - 1 (25-18) (20-25) (25-15) | 大野石油広島オイラーズ （6勝5敗） | 健祥会パートナー多目的ホール 観客数: 420人 主審: 柘植知則 副審: 大村真由 |
| #756 | 2010年2月7日 10:00 |                             |                               |                                   | 健祥会パートナー多目的ホール 観客数: 420人 主審: 柘植知則 副審: 大村真由 |

| #757 | 2010年2月7日 12:16 |                             |                                               |                                  |                                                                            |
| #757 | 2010年2月7日 12:16 | 柏エンゼルクロス （2勝7敗） | 3 - 2 (25-17) (24-26) (25-17) (21-25) (15-11) | Befcoビービースターズ （1勝9敗） | 健祥会パートナー多目的ホール 観客数: 700人 主審: 橋本賀津郎 副審: 板東壽枝 |
| #757 | 2010年2月7日 12:16 |                             |                                               |                                  | 健祥会パートナー多目的ホール 観客数: 700人 主審: 橋本賀津郎 副審: 板東壽枝 |

| #758 | 2010年2月7日 14:45 |                                   |                                               |                               |                                                                            |
| #758 | 2010年2月7日 14:45 | フォレストリーヴズ熊本 （5勝6敗） | 2 - 3 (28-26) (20-25) (22-25) (25-23) (12-15) | 健祥会レッドハーツ （6勝3敗） | 健祥会パートナー多目的ホール 観客数: 1,100人 主審: 浅井唯由 副審: 福田一敏 |
| #758 | 2010年2月7日 14:45 |                                   |                                               |                               | 健祥会パートナー多目的ホール 観客数: 1,100人 主審: 浅井唯由 副審: 福田一敏 |

#### 2月13日
| #759 | 2010年2月13日 13:00 |                               |                                               |                             |                                                                  |
| #759 | 2010年2月13日 13:00 | 健祥会レッドハーツ （6勝4敗） | 2 - 3 (14-25) (25-18) (21-25) (25-23) (12-15) | 柏エンゼルクロス （3勝7敗） | スポーツプラザ藤崎 観客数: 322人 主審: 阿部広太郎 副審: 岡村尚文 |
| #759 | 2010年2月13日 13:00 |                               |                                               |                             | スポーツプラザ藤崎 観客数: 322人 主審: 阿部広太郎 副審: 岡村尚文 |

| #760 | 2010年2月13日 15:30 |                          |                                       |                                     |                                                              |
| #760 | 2010年2月13日 15:30 | GSSサンビームズ （10敗） | 1 - 3 (21-25) (29-27) (25-27) (14-25) | KUROBEアクアフェアリーズ （7勝4敗） | スポーツプラザ藤崎 観客数: 322人 主審: 石岡仁 副審: 山道律人 |
| #760 | 2010年2月13日 15:30 |                          |                                       |                                     | スポーツプラザ藤崎 観客数: 322人 主審: 石岡仁 副審: 山道律人 |

| #761 | 2010年2月13日 13:00 |                               |                                               |                             |                                                            |
| #761 | 2010年2月13日 13:00 | 三洋電機レッドソア （8勝2敗） | 2 - 3 (26-24) (21-25) (25-17) (24-26) (13-15) | 日立佐和リヴァーレ （10勝） | 上尾市民体育館 観客数: 774人 主審: 重竹雅行 副審: 中里明啓 |
| #761 | 2010年2月13日 13:00 |                               |                                               |                             | 上尾市民体育館 観客数: 774人 主審: 重竹雅行 副審: 中里明啓 |

| #762 | 2010年2月13日 15:40 |                             |                       |                              |                                                            |
| #762 | 2010年2月13日 15:40 | 上尾メディックス （7勝3敗） | 3 - 0 (25-19) (25-21) | PFUブルーキャッツ （5勝5敗） | 上尾市民体育館 観客数: 911人 主審: 浅見靖人 副審: 久保昌之 |
| #762 | 2010年2月13日 15:40 |                             |                       |                              | 上尾市民体育館 観客数: 911人 主審: 浅見靖人 副審: 久保昌之 |

#### 2月14日
| #763 | 2010年2月14日 12:00 |                               |                               |                                   |                                                                  |
| #763 | 2010年2月14日 12:00 | 健祥会レッドハーツ （7勝4敗） | 3 - 1 (27-29) (25-22) (25-19) | Befcoビービースターズ （1勝10敗） | スポーツプラザ藤崎 観客数: 431人 主審: 阿部広太郎 副審: 山道律人 |
| #763 | 2010年2月14日 12:00 |                               |                               |                                   | スポーツプラザ藤崎 観客数: 431人 主審: 阿部広太郎 副審: 山道律人 |

| #764 | 2010年2月14日 14:20 |                          |                               |                             |                                                              |
| #764 | 2010年2月14日 14:20 | GSSサンビームズ （11敗） | 0 - 3 (21-25) (16-25) (19-25) | 柏エンゼルクロス （4勝7敗） | スポーツプラザ藤崎 観客数: 431人 主審: 岡村尚文 副審: 石岡仁 |
| #764 | 2010年2月14日 14:20 |                          |                               |                             | スポーツプラザ藤崎 観客数: 431人 主審: 岡村尚文 副審: 石岡仁 |

| #765 | 2010年2月14日 12:00 |                              |                               |                             |                                                              |
| #765 | 2010年2月14日 12:00 | PFUブルーキャッツ （5勝6敗） | 0 - 3 (16-25) (17-25) (19-25) | 日立佐和リヴァーレ （11勝） | 上尾市民体育館 観客数: 748人 主審: 重竹雅行 副審: 小野沢一宏 |
| #765 | 2010年2月14日 12:00 |                              |                               |                             | 上尾市民体育館 観客数: 748人 主審: 重竹雅行 副審: 小野沢一宏 |

| #766 | 2010年2月14日 14:00 |                               |                               |                             |                                                              |
| #766 | 2010年2月14日 14:00 | 三洋電機レッドソア （8勝3敗） | 0 - 3 (17-25) (12-25) (19-25) | 上尾メディックス （8勝3敗） | 上尾市民体育館 観客数: 1,161人 主審: 浅見靖人 副審: 中里明啓 |
| #766 | 2010年2月14日 14:00 |                               |                               |                             | 上尾市民体育館 観客数: 1,161人 主審: 浅見靖人 副審: 中里明啓 |

#### レギュラーラウンドの結果
| 順位 | チーム名                 | 試合数 | 勝数 | 敗数 | 勝率  | セット率 | 備考         |
| ---- | ------------------------ | ------ | ---- | ---- | ----- | -------- | ------------ |
| 1    | 日立佐和リヴァーレ       | 11     | 11   | 0    | 1.000 |          | 上位リーグへ |
| 2    | 三洋電機レッドソア       | 11     | 8    | 3    | 0.727 | 2.600    | 上位リーグへ |
| 3    | 上尾メディックス         | 11     | 8    | 3    | 0.727 | 2.154    | 上位リーグへ |
| 4    | KUROBEアクアフェアリーズ | 11     | 7    | 4    | 0.636 | 1.412    | 上位リーグへ |
| 5    | 健祥会レッドハーツ       | 11     | 7    | 4    | 0.636 | 1.211    | 上位リーグへ |
| 6    | 大野石油広島オイラーズ   | 11     | 6    | 5    | 0.545 |          | 上位リーグへ |
| 7    | PFUブルーキャッツ        | 11     | 5    | 6    | 0.455 | 0.950    | 下位リーグへ |
| 8    | フォレストリーヴズ熊本   | 11     | 5    | 6    | 0.455 | 0.905    | 下位リーグへ |
| 9    | 四国Eighty 8 Queen       | 11     | 4    | 7    | 0.364 | 0.773    | 下位リーグへ |
| 10   | 柏エンゼルクロス         | 11     | 4    | 7    | 0.364 | 0.556    | 下位リーグへ |
| 11   | Befcoビービースターズ    | 11     | 1    | 10   | 0.091 |          | 下位リーグへ |
| 12   | GSSサンビームズ          | 11     | 0    | 11   | 0.000 |          | 下位リーグへ |

### 上位リーグ

#### 2月28日
| #771 | 2010年2月28日 11:00 |                                |                               |                            |                                                          |
| #771 | 2010年2月28日 11:00 | 大野石油広島オイラーズ （1敗） | 0 - 3 (11-25) (16-25) (17-25) | 日立佐和リヴァーレ （1勝） | 東金アリーナ 観客数: 400人 主審: 蔭山優子 副審: 稲岡輝彦 |
| #771 | 2010年2月28日 11:00 |                                |                               |                            | 東金アリーナ 観客数: 400人 主審: 蔭山優子 副審: 稲岡輝彦 |

| #772 | 2010年2月28日 12:59 |                                  |                                       |                            |                                                          |
| #772 | 2010年2月28日 12:59 | KUROBEアクアフェアリーズ （1敗） | 2 - 3 (16-25) (25-23) (22-25) (13-15) | 三洋電機レッドソア （1勝） | 東金アリーナ 観客数: 350人 主審: 野村考一 副審: 湯上準一 |
| #772 | 2010年2月28日 12:59 |                                  |                                       |                            | 東金アリーナ 観客数: 350人 主審: 野村考一 副審: 湯上準一 |

| #773 | 2010年2月28日 15:40 |                            |                               |                          |                                                          |
| #773 | 2010年2月28日 15:40 | 健祥会レッドハーツ （1敗） | 0 - 3 (16-25) (13-25) (16-25) | 上尾メディックス （1勝） | 東金アリーナ 観客数: 300人 主審: 大塚春夫 副審: 伊藤崇裕 |
| #773 | 2010年2月28日 15:40 |                            |                               |                          | 東金アリーナ 観客数: 300人 主審: 大塚春夫 副審: 伊藤崇裕 |

#### 3月13日
| #774 | 2010年3月13日 11:00 |                            |                       |                            |                                                                  |
| #774 | 2010年3月13日 11:00 | 健祥会レッドハーツ （2敗） | 0 - 3 (22-25) (21-25) | 日立佐和リヴァーレ （2勝） | 黒部市総合体育センター 観客数: 400人 主審: 三見洋子 副審: 高地終 |
| #774 | 2010年3月13日 11:00 |                            |                       |                            | 黒部市総合体育センター 観客数: 400人 主審: 三見洋子 副審: 高地終 |

| #775 | 2010年3月13日 13:00 |                             |                                               |                            |                                                                      |
| #775 | 2010年3月13日 13:00 | 上尾メディックス （1勝1敗） | 2 - 3 (17-25) (25-21) (19-25) (25-20) (14-16) | 三洋電機レッドソア （2勝） | 黒部市総合体育センター 観客数: 700人 主審: 中島俊昌 副審: 五十里勘司 |
| #775 | 2010年3月13日 13:00 |                             |                                               |                            | 黒部市総合体育センター 観客数: 700人 主審: 中島俊昌 副審: 五十里勘司 |

| #776 | 2010年3月13日 15:50 |                                   |                                      |                                  |                                                                    |
| #776 | 2010年3月13日 15:50 | 大野石油広島オイラーズ （1勝1敗） | 3 - 2 (25-23) (22-25) (25-12) (15-8) | KUROBEアクアフェアリーズ （2敗） | 黒部市総合体育センター 観客数: 1,000人 主審: 浅見靖人 副審: 黒地忍 |
| #776 | 2010年3月13日 15:50 |                                   |                                      |                                  | 黒部市総合体育センター 観客数: 1,000人 主審: 浅見靖人 副審: 黒地忍 |

#### 3月14日
| #777 | 2010年3月14日 11:00 |                                  |                              |                            |                                                                    |
| #777 | 2010年3月14日 11:00 | KUROBEアクアフェアリーズ （3敗） | 0 - 3 (13-25) (9-25) (18-25) | 日立佐和リヴァーレ （3勝） | 黒部市総合体育センター 観客数: 1,000人 主審: 浅見靖人 副審: 黒地忍 |
| #777 | 2010年3月14日 11:00 |                                  |                              |                            | 黒部市総合体育センター 観客数: 1,000人 主審: 浅見靖人 副審: 黒地忍 |

| #778 | 2010年3月14日 13:00 |                               |                                       |                               |                                                                        |
| #778 | 2010年3月14日 13:00 | 健祥会レッドハーツ （1勝2敗） | 3 - 1 (25-18) (25-23) (12-25) (25-21) | 三洋電機レッドソア （2勝1敗） | 黒部市総合体育センター 観客数: 1,100人 主審: 中島俊昌 副審: 五十里勘司 |
| #778 | 2010年3月14日 13:00 |                               |                                       |                               | 黒部市総合体育センター 観客数: 1,100人 主審: 中島俊昌 副審: 五十里勘司 |

| #779 | 2010年3月14日 15:15 |                             |                               |                                   |                                                                    |
| #779 | 2010年3月14日 15:15 | 上尾メディックス （2勝1敗） | 3 - 0 (25-16) (25-15) (25-23) | 大野石油広島オイラーズ （1勝2敗） | 黒部市総合体育センター 観客数: 1,100人 主審: 三見洋子 副審: 高地修 |
| #779 | 2010年3月14日 15:15 |                             |                               |                                   | 黒部市総合体育センター 観客数: 1,100人 主審: 三見洋子 副審: 高地修 |

#### 3月20日
| #780 | 2010年3月20日 11:00 |                               |                               |                             |                                                              |
| #780 | 2010年3月20日 11:00 | 日立佐和リヴァーレ （3勝1敗） | 1 - 3 (20-25) (25-23) (25-27) | 上尾メディックス （3勝1敗） | 鳥屋野総合体育館 観客数: 600人 主審: 高野淳志 副審: 池上宗継 |
| #780 | 2010年3月20日 11:00 |                               |                               |                             | 鳥屋野総合体育館 観客数: 600人 主審: 高野淳志 副審: 池上宗継 |

| #781 | 2010年3月20日 13:35 |                                   |                               |                               |                                                              |
| #781 | 2010年3月20日 13:35 | 大野石油広島オイラーズ （1勝3敗） | 0 - 3 (19-25) (20-25) (18-25) | 三洋電機レッドソア （3勝1敗） | 鳥屋野総合体育館 観客数: 400人 主審: 中島俊昌 副審: 赤川孝義 |
| #781 | 2010年3月20日 13:35 |                                   |                               |                               | 鳥屋野総合体育館 観客数: 400人 主審: 中島俊昌 副審: 赤川孝義 |

| #782 | 2010年3月20日 15:25 |                               |                                       |                                     |                                                              |
| #782 | 2010年3月20日 15:25 | 健祥会レッドハーツ （1勝3敗） | 1 - 3 (19-25) (25-23) (15-25) (22-25) | KUROBEアクアフェアリーズ （1勝3敗） | 鳥屋野総合体育館 観客数: 350人 主審: 柘植知則 副審: 川瀬敏裕 |
| #782 | 2010年3月20日 15:25 |                               |                                       |                                     | 鳥屋野総合体育館 観客数: 350人 主審: 柘植知則 副審: 川瀬敏裕 |

#### 3月21日
| #783 | 2010年3月21日 11:00 |                               |                               |                               |                                                              |
| #783 | 2010年3月21日 11:00 | 三洋電機レッドソア （3勝2敗） | 0 - 3 (21-25) (11-25) (15-25) | 日立佐和リヴァーレ （4勝1敗） | 鳥屋野総合体育館 観客数: 500人 主審: 柘植知則 副審: 川瀬敏裕 |
| #783 | 2010年3月21日 11:00 |                               |                               |                               | 鳥屋野総合体育館 観客数: 500人 主審: 柘植知則 副審: 川瀬敏裕 |

| #784 | 2010年3月21日 13:00 |                             |                               |                                     |                                                              |
| #784 | 2010年3月21日 13:00 | 上尾メディックス （4勝1敗） | 3 - 0 (25-20) (25-14) (28-26) | KUROBEアクアフェアリーズ （1勝4敗） | 鳥屋野総合体育館 観客数: 450人 主審: 中島俊昌 副審: 赤川孝義 |
| #784 | 2010年3月21日 13:00 |                             |                               |                                     | 鳥屋野総合体育館 観客数: 450人 主審: 中島俊昌 副審: 赤川孝義 |

| #785 | 2010年3月21日 15:00 |                               |                               |                                   |                                                              |
| #785 | 2010年3月21日 15:00 | 健祥会レッドハーツ （2勝3敗） | 3 - 0 (25-23) (25-20) (25-17) | 大野石油広島オイラーズ （1勝4敗） | 鳥屋野総合体育館 観客数: 350人 主審: 高野淳志 副審: 池上宗継 |
| #785 | 2010年3月21日 15:00 |                               |                               |                                   | 鳥屋野総合体育館 観客数: 350人 主審: 高野淳志 副審: 池上宗継 |

#### 上位リーグの結果
| 順位 | チーム名                 | 試合数 | 勝数 | 敗数 | 勝率  | セット率 | 備考 |
| ---- | ------------------------ | ------ | ---- | ---- | ----- | -------- | ---- |
| 1    | 日立佐和リヴァーレ       | 5      | 4    | 1    | 0.800 | 4.333    |      |
| 2    | 上尾メディックス         | 5      | 4    | 1    | 0.800 | 3.500    |      |
| 3    | 三洋電機レッドソア       | 5      | 3    | 2    | 0.600 |          |      |
| 4    | 健祥会レッドハーツ       | 5      | 2    | 3    | 0.400 |          |      |
| 5    | KUROBEアクアフェアリーズ | 5      | 1    | 4    | 0.200 | 0.538    |      |
| 6    | 大野石油広島オイラーズ   | 5      | 1    | 4    | 0.200 | 0.214    |      |

### 下位リーグ

#### 2月27日
| #786 | 2010年2月27日 11:00 |                                |                                       |                           |                                                          |
| #786 | 2010年2月27日 11:00 | フォレストリーヴズ熊本 （1敗） | 1 - 3 (25-23) (17-25) (22-25) (12-25) | PFUブルーキャッツ （1勝） | 東金アリーナ 観客数: 250人 主審: 野村考一 副審: 稲岡輝彦 |
| #786 | 2010年2月27日 11:00 |                                |                                       |                           | 東金アリーナ 観客数: 250人 主審: 野村考一 副審: 稲岡輝彦 |

| #787 | 2010年2月27日 13:15 |                          |                       |                            |                                                          |
| #787 | 2010年2月27日 13:15 | 柏エンゼルクロス （1勝） | 3 - 0 (25-21) (25-14) | 四国Eighty 8 Queen （1敗） | 東金アリーナ 観客数: 350人 主審: 大塚春夫 副審: 蔭山優子 |
| #787 | 2010年2月27日 13:15 |                          |                       |                            | 東金アリーナ 観客数: 350人 主審: 大塚春夫 副審: 蔭山優子 |

| #788 | 2010年2月27日 15:05 |                               |                               |                         |                                                          |
| #788 | 2010年2月27日 15:05 | Befcoビービースターズ （1勝） | 3 - 0 (31-29) (25-23) (28-26) | GSSサンビームズ （1敗） | 東金アリーナ 観客数: 300人 主審: 湯上準一 副審: 伊藤崇裕 |
| #788 | 2010年2月27日 15:05 |                               |                               |                         | 東金アリーナ 観客数: 300人 主審: 湯上準一 副審: 伊藤崇裕 |

#### 3月6日
| #789 | 2010年3月6日 13:00 |                               |                               |                         |                                                            |
| #789 | 2010年3月6日 13:00 | 四国Eighty 8 Queen （1勝1敗） | 3 - 0 (25-22) (25-15) (25-20) | GSSサンビームズ （2敗） | 浦添市民体育館 観客数: 1,257人 主審: 須藤義宏 副審: 上原靖 |
| #789 | 2010年3月6日 13:00 |                               |                               |                         | 浦添市民体育館 観客数: 1,257人 主審: 須藤義宏 副審: 上原靖 |

| #790 | 2010年3月6日 15:00 |                          |                                       |                                  |                                                              |
| #790 | 2010年3月6日 15:00 | 柏エンゼルクロス （2勝） | 3 - 1 (16-25) (25-18) (25-19) (25-23) | Befcoビービースターズ （1勝1敗） | 浦添市民体育館 観客数: 1,340人 主審: 中馬義郎 副審: 安里克二 |
| #790 | 2010年3月6日 15:00 |                          |                                       |                                  | 浦添市民体育館 観客数: 1,340人 主審: 中馬義郎 副審: 安里克二 |

#### 3月7日
| #791 | 2010年3月7日 12:00 |                               |                              |                                  |                                                          |
| #791 | 2010年3月7日 12:00 | 四国Eighty 8 Queen （2勝1敗） | 3 - 0 (25-16) (25-21) (25-9) | Befcoビービースターズ （1勝2敗） | 浦添市民体育館 観客数: 897人 主審: 中馬義郎 副審: 上原靖 |
| #791 | 2010年3月7日 12:00 |                               |                              |                                  | 浦添市民体育館 観客数: 897人 主審: 中馬義郎 副審: 上原靖 |

| #792 | 2010年3月7日 14:00 |                         |                                               |                          |                                                            |
| #792 | 2010年3月7日 14:00 | GSSサンビームズ （3敗） | 2 - 3 (17-25) (28-26) (25-23) (22-25) (10-15) | 柏エンゼルクロス （3勝） | 浦添市民体育館 観客数: 970人 主審: 須藤義宏 副審: 安里克二 |
| #792 | 2010年3月7日 14:00 |                         |                                               |                          | 浦添市民体育館 観客数: 970人 主審: 須藤義宏 副審: 安里克二 |

#### 3月13日
| #793 | 2010年3月13日 13:00 |                           |                                       |                         |                                                                  |
| #793 | 2010年3月13日 13:00 | PFUブルーキャッツ （2勝） | 3 - 1 (25-20) (19-25) (25-15) (25-23) | GSSサンビームズ （4敗） | 飛騨高山ビッグアリーナ 観客数: 754人 主審: 新海正和 副審: 辻知幸 |
| #793 | 2010年3月13日 13:00 |                           |                                       |                         | 飛騨高山ビッグアリーナ 観客数: 754人 主審: 新海正和 副審: 辻知幸 |

| #794 | 2010年3月13日 15:25 |                                   |                                      |                                  |                                                                  |
| #794 | 2010年3月13日 15:25 | フォレストリーヴズ熊本 （1勝1敗） | 3 - 1 (25-20) (21-25) (25-9) (28-26) | Befcoビービースターズ （1勝3敗） | 飛騨高山ビッグアリーナ 観客数: 875人 主審: 高橋弘二 副審: 稲垣潤 |
| #794 | 2010年3月13日 15:25 |                                   |                                      |                                  | 飛騨高山ビッグアリーナ 観客数: 875人 主審: 高橋弘二 副審: 稲垣潤 |

#### 3月14日
| #795 | 2010年3月14日 12:00 |                              |                                       |                                  |                                                                    |
| #795 | 2010年3月14日 12:00 | PFUブルーキャッツ （2勝1敗） | 1 - 3 (23-25) (22-25) (25-22) (28-30) | Befcoビービースターズ （2勝3敗） | 飛騨高山ビッグアリーナ 観客数: 778人 主審: 高橋弘二 副審: 新海正和 |
| #795 | 2010年3月14日 12:00 |                              |                                       |                                  | 飛騨高山ビッグアリーナ 観客数: 778人 主審: 高橋弘二 副審: 新海正和 |

| #796 | 2010年3月14日 14:30 |                         |                               |                                   |                                                                |
| #796 | 2010年3月14日 14:30 | GSSサンビームズ （5敗） | 0 - 3 (19-25) (18-25) (12-25) | フォレストリーヴズ熊本 （2勝1敗） | 飛騨高山ビッグアリーナ 観客数: 848人 主審: 稲垣潤 副審: 辻知幸 |
| #796 | 2010年3月14日 14:30 |                         |                               |                                   | 飛騨高山ビッグアリーナ 観客数: 848人 主審: 稲垣潤 副審: 辻知幸 |

#### 3月20日
| #797 | 2010年3月20日 13:00 |                              |                               |                             |                                                                |
| #797 | 2010年3月20日 13:00 | PFUブルーキャッツ （3勝1敗） | 3 - 0 (25-18) (25-15) (25-13) | 柏エンゼルクロス （3勝1敗） | 高松市香川総合体育館 観客数: 260人 主審: 藤田航 副審: 萱原恭弘 |
| #797 | 2010年3月20日 13:00 |                              |                               |                             | 高松市香川総合体育館 観客数: 260人 主審: 藤田航 副審: 萱原恭弘 |

| #798 | 2010年3月20日 15:00 |                                   |                                               |                               |                                                                |
| #798 | 2010年3月20日 15:00 | フォレストリーヴズ熊本 （3勝1敗） | 3 - 2 (25-17) (31-29) (19-25) (18-25) (16-14) | 四国Eighty 8 Queen （2勝2敗） | 高松市香川総合体育館 観客数: 400人 主審: 北村友香 副審: 小川浩 |
| #798 | 2010年3月20日 15:00 |                                   |                                               |                               | 高松市香川総合体育館 観客数: 400人 主審: 北村友香 副審: 小川浩 |

#### 3月21日
| #799 | 2010年3月21日 12:00 |                              |                               |                               |                                                                |
| #799 | 2010年3月21日 12:00 | PFUブルーキャッツ （4勝1敗） | 3 - 0 (25-20) (25-21) (25-15) | 四国Eighty 8 Queen （2勝3敗） | 高松市香川総合体育館 観客数: 450人 主審: 北村友香 副審: 小川浩 |
| #799 | 2010年3月21日 12:00 |                              |                               |                               | 高松市香川総合体育館 観客数: 450人 主審: 北村友香 副審: 小川浩 |

| #800 | 2010年3月21日 14:00 |                                   |                                       |                             |                                                                |
| #800 | 2010年3月21日 14:00 | フォレストリーヴズ熊本 （3勝2敗） | 1 - 3 (24-26) (22-25) (25-17) (23-25) | 柏エンゼルクロス （4勝1敗） | 高松市香川総合体育館 観客数: 150人 主審: 藤田航 副審: 萱原恭弘 |
| #800 | 2010年3月21日 14:00 |                                   |                                       |                             | 高松市香川総合体育館 観客数: 150人 主審: 藤田航 副審: 萱原恭弘 |

#### 下位リーグの結果
| 順位 | チーム名               | 試合数 | 勝数 | 敗数 | 勝率  | セット率 | 備考 |
| ---- | ---------------------- | ------ | ---- | ---- | ----- | -------- | ---- |
| 1    | PFUブルーキャッツ      | 5      | 4    | 1    | 0.800 | 2.600    |      |
| 2    | 柏エンゼルクロス       | 5      | 4    | 1    | 0.800 | 1.714    |      |
| 3    | フォレストリーヴズ熊本 | 5      | 3    | 2    | 0.600 |          |      |
| 4    | 四国Eighty 8 Queen     | 5      | 2    | 3    | 0.400 | 0.889    |      |
| 5    | Befcoビービースターズ  | 5      | 2    | 3    | 0.400 | 0.800    |      |
| 6    | GSSサンビームズ        | 5      | 0    | 5    | 0.000 |          |      |

### 最終順位
| 順位   | チーム名                 | 備考                  |
| ------ | ------------------------ | --------------------- |
| 優勝   | 日立佐和リヴァーレ       | V・チャレンジマッチへ |
| 準優勝 | 上尾メディックス         | V・チャレンジマッチへ |
| 3      | 三洋電機レッドソア       |                       |
| 4      | 健祥会レッドハーツ       |                       |
| 5      | KUROBEアクアフェアリーズ |                       |
| 6      | 大野石油広島オイラーズ   |                       |
| 7      | PFUブルーキャッツ        |                       |
| 8      | 柏エンゼルクロス         |                       |
| 9      | フォレストリーヴズ熊本   |                       |
| 10     | 四国Eighty 8 Queen       |                       |
| 11     | Befcoビービースターズ    |                       |
| 12     | GSSサンビームズ          |                       |

### 個人賞
| No. | 賞名             | 受賞者     | 所属チーム | 備考                |
| --- | ---------------- | ---------- | ---------- | ------------------- |
| 1   | 優勝監督賞       | 菅原貞敬   | 日立佐和   |                     |
| 2   | 最高殊勲選手賞   | 藤崎朱里   | 日立佐和   |                     |
| 3   | 敢闘賞           | 庄司夕起   | 上尾       |                     |
| 4   | 最優秀新人賞     | 松浦麻琴   | 日立佐和   |                     |
| 5   | 得点王           | 木村亜沙美 | 熊本       | 総得点=220点        |
| 6   | スパイク賞       | 藤崎朱里   | 日立佐和   | 決定率=54.1%        |
| 7   | ブロック賞       | 庄司夕起   | 上尾       | 決定本数=1.24本/set |
| 8   | サーブ賞         | 細川麻美   | 上尾       | 効果率=23.0%        |
| 9   | サーブレシーブ賞 | 中村かおり | 日立佐和   | 成功率=73.1%        |

### 入れ替え

#### V・チャレンジマッチ

##### 4月3日
| #811 | 2010年4月3日 |                                            |       |                                                  |  |
| #811 | 2010年4月3日 | 日立佐和リヴァーレ （チャレンジリーグ1位） | 3 - 2 | パイオニアレッドウィングス （プレミアリーグ8位） |  |
| #811 | 2010年4月3日 |                                            |       |                                                  |  |

| #812 | 2010年4月3日 |                                          |       |                                              |  |
| #812 | 2010年4月3日 | 上尾メディックス （チャレンジリーグ2位） | 3 - 2 | トヨタ車体クインシーズ （プレミアリーグ7位） |  |
| #812 | 2010年4月3日 |                                          |       |                                              |  |

##### 4月4日
| #813 | 2010年4月4日 |                                            |       |                                                  |  |
| #813 | 2010年4月4日 | 日立佐和リヴァーレ （チャレンジリーグ1位） | 1 - 3 | パイオニアレッドウィングス （プレミアリーグ8位） |  |
| #813 | 2010年4月4日 |                                            |       |                                                  |  |

| #814 | 2010年4月4日 |                                          |       |                                              |  |
| #814 | 2010年4月4日 | 上尾メディックス （チャレンジリーグ2位） | 1 - 3 | トヨタ車体クインシーズ （プレミアリーグ7位） |  |
| #814 | 2010年4月4日 |                                          |       |                                              |  |

この結果、セット率により日立佐和リヴァーレ・上尾メディックスのチャレンジリーグ残留が決定。